# Lista de prêmios e indicações recebidos por Uncharted 4: A Thief's End
Uncharted 4: A Thief's End é um jogo eletrônico de ação-aventura desenvolvido pela Naughty Dog e publicado pela Sony Computer Entertainment. Na história, os jogadores controlam Nathan Drake um ex-ladrão de tesouros que desistiu dessa vida para ter uma vida normal ao lado de sua esposa Elena Fisher. Sua vida agora entediante, é mudada repentinamente quando seu irmão mais velho Samuel "Sam" Drake, que estava supostamente morto, aparece requisitando sua ajuda para conseguir o lendário tesouro do famoso pirata Henry Avery. Sam precisa do tesouro para salvar a própria vida das mãos de um poderoso narcotraficante. Nathan pede auxílio de seu grande amigo e figura paterna Victor "Sully" Sullivan e os três viajam o mundo em busca de pistas dos paradeiro da fortuna de Avery. Seu desenvolvimento foi liderado pelo diretor de jogo Bruce Straley e pelo diretor de criação Neil Druckmann e os roteiristas Josh Scherr e Tom Bissell. O jogo foi oficialmente anunciado em 14 de novembro de 2013 sendo amplamente esperado. Ele venceu o prêmio de Jogo Mais Esperado da PlayStation Universe e IGN espanhola.
O jogo venceu vários outros prêmios vindos de prévias exibidas na Electronic Entertainment Expo, e concorreu ao Melhor do Show de diversas publicações. Uncharted 4: A Thief's End foi lançado mundialmente para PlayStation 4 no dia 10 de maio de 2016. O jogo foi aclamado pela crítica, possuindo uma nota média de 93/100 no agregador de resenhas Metacritic e uma aprovação de 92.71% no GameRankings. Ele vendeu aproximadamente 2,7 milhões de cópias em sua semana de lançamento, tornando-se o jogo mais vendido do PlayStation 4 em sua época, além de ser o jogo mais bem sucedido em vendas no lançamento na América do Norte. Alcançando a marca mundial de 8.7 milhões em 21 de dezembro de seu ano de lançamento.
Uncharted 4: A Thief's End recebeu a maior quantidade nomeações nas principais premiações em várias categorias, com foco principal para sua história, direção, gráficos, desenho artístico e atuações de seu elenco principal. O título obteve dezesseis nomeações e vencendo em nove categorias no NAVGTR Awards; entre eles de Melhor Gráfico, Animação e Jogo de Aventura. Também obteve dez nomeações no D.I.C.E. Awards, ganhando entre elas de Aventura do Ano, Animação e História, oito no The Game Awards, ganhando na categoria de Melhor Performance para Nolan North como Nathan Drake, e Melhor Estúdio e Direção; oito no BAFTA Video Game Awards ganhando o Jogo do Ano.
O jogo também recebeu oito nomeações no SXSW, vencendo como Jogo do Ano, Realização Visual, Excelência em Animação, Personagem Mais Memorável para Nathan Drake e Excelência em Narrativa. Ele também ganhou o prêmio de Melhor Narrativa pela Writers Guild of America Award e Melhor Animação de Personagens em Videogame pelo Annie Awards. Nolan North ainda concorreu como Melhor Performance junto de seus parceiros Troy Baker como Samuel Drake e Emily Rose como Elena Fisher em diversas premiações. Uncharted 4 ainda ganhou os prêmios de Melhores Gráficos, Melhor Ação/Aventura e o Prêmio Especial de Jogo do Ano do Público pelo Drago d'Oro. O jogo também apareceu em várias listas dos melhores do ano de 2016, recebendo premiações de Jogo do Ano em várias versões da IGN,   Eurogamer, Slant Magazine, Destructoid  e muitos outros.

## Prêmios
| Data                    | Prêmiação                                                          | Categoria                                                               | Receptor(es)                                                 | Resultado       | Ref                                             |
| ----------------------- | ------------------------------------------------------------------ | ----------------------------------------------------------------------- | ------------------------------------------------------------ | --------------- | ----------------------------------------------- |
| 12 de junho de 2014     | Metro.co.uk - The Best PlayStation 4 games at E3 2014              | Melhor Jogo da E3                                                       | Uncharted 4: A Thief's End                                   | Venceu          | [ 51 ]                                          |
| 1 de janeiro de 2015    | DualShockers’ Game of the Year Awards 2015                         | Jogo Mais Esperado                                                      | Uncharted 4: A Thief's End                                   | Quinto          | [ 52 ]                                          |
| 8 de janeiro de 2015    | PlayStation Blog 2014 Game of the Year Awards                      | Jogo Mais Esperado                                                      | Uncharted 4: A Thief's End                                   | Venceu          | [ 53 ]                                          |
| 8 de janeiro de 2015    | WCCFtech’s Game Awards 2015                                        | Jogo Mais Esperado                                                      | Uncharted 4: A Thief's End                                   | Venceu          | [ 54 ]                                          |
| 29 de janeiro de 2015   | GameSoul Awards 2015                                               | Jogo Mais Esperado                                                      | Uncharted 4: A Thief's End                                   | Venceu          | [ 55 ]                                          |
| 2 de março de 2015      | N4G 2015 Game of the Year Awards                                   | Jogo Mais Esperado                                                      | Uncharted 4: A Thief's End                                   | Venceu          | [ 56 ]                                          |
| 16 de junho de 2015     | IGN's - Best of E3 2015 Awards                                     | Jogo do Show                                                            | Uncharted 4: A Thief's End                                   | Indicado        | [ 11 ]                                          |
| 16 de junho de 2015     | IGN's - Best of E3 2015 Awards                                     | Melhor Jogo de PlayStation 4                                            | Uncharted 4: A Thief's End                                   | Segundo         | [ 11 ]                                          |
| 16 de junho de 2015     | IGN's - Best of E3 2015 Awards                                     | Melhor Jogo de Ação                                                     | Uncharted 4: A Thief's End                                   | Empate          | [ 11 ]                                          |
| 18 de junho de 2015     | GameSpot Best of E3 2015 Awards                                    | Melhor da E3                                                            | Uncharted 4: A Thief's End                                   | Décimo          | [ 12 ]                                          |
| 19 de junho de 2015     | PlayStation Universe - E3 2015 Awards                              | Melhores Gráficos                                                       | Uncharted 4: A Thief's End                                   | Venceu          | [ 9 ]                                           |
| 8 de julho de 2015      | Game Critics Awards - Best of E3 2015                              | Melhor Jogo de Console                                                  | Uncharted 4: A Thief's End                                   | Venceu          | [ 13 ]                                          |
| 8 de julho de 2015      | Game Critics Awards - Best of E3 2015                              | Melhor Jogo de Ação/Aventura                                            | Uncharted 4: A Thief's End                                   | Venceu          | [ 13 ]                                          |
| 8 de julho de 2015      | Game Critics Awards - Best of E3 2015                              | Comendações Especiais por Gráficos                                      | Uncharted 4: A Thief's End                                   | Venceu          | [ 13 ]                                          |
| 8 de julho de 2015      | Game Critics Awards - Best of E3 2015                              | Melhor do Show                                                          | Uncharted 4: A Thief's End                                   | Indicado        | [ 14 ]                                          |
| 4 de dezembro de 2015   | CriticalHit - Game of of The Year 2015                             | Jogo Mais Esperado                                                      | Uncharted 4: A Thief's End                                   | Venceu          | [ 57 ]                                          |
| 11 de dezembro de 2015  | TechTudo - Melhores jogos do ano 2015                              | Jogo Mais Esperado                                                      | Uncharted 4: A Thief's End                                   | Venceu          | [ 58 ]                                          |
| 22 de dezembro de 2015  | IGN España - Mejores Juegos del Año 2015                           | Jogo Mais Esperado                                                      | Uncharted 4: A Thief's End                                   | Venceu          | [ 10 ]                                          |
| 28 de dezembro de 2015  | GAMEMAG - Luchshiye Igry 2015 Goda                                 | Jogo Mais Esperado                                                      | Uncharted 4: A Thief's End                                   | Indicado        | [ 59 ]                                          |
| 31 de dezembro de 2015  | UOL Jogos Escolha do Leitor - Jogo do Ano de 2015                  | Jogo Mais Esperado                                                      | Uncharted 4: A Thief's End                                   | Venceu          | [ 60 ]                                          |
| 3 de novembro de 2016   | Stuff.TV Awards                                                    | Jogo do Ano                                                             | Uncharted 4: A Thief's End                                   | Venceu          | [ 61 ]                                          |
| 7 de novembro de 2016   | Game Debate Global Game Awards 2016                                | Jogo do Ano                                                             | Uncharted 4: A Thief's End                                   | Terceiro        | [ 62 ]                                          |
| 7 de novembro de 2016   | Game Debate Global Game Awards 2016                                | Melhor Visual                                                           | Uncharted 4: A Thief's End                                   | Terceiro        | [ 62 ]                                          |
| 7 de novembro de 2016   | Game Debate Global Game Awards 2016                                | Melhor História                                                         | Uncharted 4: A Thief's End                                   | Segundo         | [ 62 ]                                          |
| 10 de novembro de 2016  | TIGA Awards                                                        | Jogo do Ano                                                             | Uncharted 4: A Thief's End                                   | Indicado        | [ 63 ]                                          |
| 10 de novembro de 2016  | TIGA Awards                                                        | Melhor Jogo de Ação-aventura                                            | Uncharted 4: A Thief's End                                   | Venceu          | [ 63 ]                                          |
| 17 de novembro de 2016  | TrustedReviews Awards                                              | Jogo do Ano                                                             | Uncharted 4: A Thief's End                                   | Indicado        | [ 64 ]                                          |
| 18 de novembro de 2016  | Golden Joystick Awards 2016                                        | Jogo do Ano do PlayStation 4                                            | Uncharted 4: A Thief's End                                   | Venceu          | [ 31 ] [ 65 ]                                   |
| 18 de novembro de 2016  | Golden Joystick Awards 2016                                        | Jogo do Ano                                                             | Uncharted 4: A Thief's End                                   | Indicado        | [ 31 ] [ 65 ]                                   |
| 18 de novembro de 2016  | Golden Joystick Awards 2016                                        | Melhor Direção de Jogo                                                  | Uncharted 4: A Thief's End                                   | Indicado        | [ 31 ] [ 65 ]                                   |
| 18 de novembro de 2016  | Golden Joystick Awards 2016                                        | Melhor Narrativa                                                        | Uncharted 4: A Thief's End                                   | Indicado        | [ 31 ] [ 65 ]                                   |
| 18 de novembro de 2016  | Golden Joystick Awards 2016                                        | Melhor Direção de Arte                                                  | Uncharted 4: A Thief's End                                   | Indicado        | [ 31 ] [ 65 ]                                   |
| 18 de novembro de 2016  | Golden Joystick Awards 2016                                        | Melhor Performance                                                      | Nolan North como Nathan Drake                                | Indicado        | [ 31 ] [ 65 ]                                   |
| 18 de novembro de 2016  | Golden Joystick Awards 2016                                        | Melhor Performance                                                      | Emily Rose como Elena Fisher                                 | Indicado        | [ 31 ] [ 65 ]                                   |
| 18 de novembro de 2016  | Golden Joystick Awards 2016                                        | Melhor Performance                                                      | Troy Baker como Samuel Drake                                 | Indicado        | [ 31 ] [ 65 ]                                   |
| 18 de novembro de 2016  | Golden Joystick Awards 2016                                        | Melhor Jogo de Ação-aventura                                            | Uncharted 4: A Thief's End                                   | Indicado        | [ 31 ] [ 65 ]                                   |
| 21 de novembro de 2016  | Auburnpub.com The 16 best video games of 2016                      | Jogo do Ano                                                             | Uncharted 4: A Thief's End                                   | Nono            | [ 66 ]                                          |
| 22 de novembro de 2016  | Time's Top 10 Video Games of 2016                                  | Jogo do Ano                                                             | Uncharted 4: A Thief's End                                   | Segundo         | [ 67 ]                                          |
| 23 de novembro de 2016  | Premios Xataka                                                     | Jogo do Ano                                                             | Uncharted 4: A Thief's End                                   | Venceu          | [ 68 ]                                          |
| 23 de novembro de 2016  | Pocket-lint Gadget Awards                                          | Jogo do Ano                                                             | Uncharted 4: A Thief's End                                   | Venceu          | [ 69 ]                                          |
| 24 de novembro de 2016  | Watch Mojo Top 10 Best Games of 2016                               | Jogo do Ano                                                             | Uncharted 4: A Thief's End                                   | Quinto          | [ 70 ]                                          |
| 26 de novembro de 2016  | Los diez mejores videojuegos de 2016 del Diário Informácion        | Jogo do Ano                                                             | Uncharted 4: A Thief's End                                   | Quarto          | [ 71 ]                                          |
| 28 de novembro de 2016  | Fun & Serious Game Festival                                        | Jogo do Ano                                                             | Uncharted 4: A Thief's End                                   | Venceu          | [ 72 ]                                          |
| 28 de novembro de 2016  | Fun & Serious Game Festival                                        | Melhor Trilha Sonora                                                    | Uncharted 4: A Thief's End                                   | Venceu          | [ 72 ]                                          |
| 28 de novembro de 2016  | Fun & Serious Game Festival                                        | Melhor Interpretação em Castelhano                                      | Roberto Encinas                                              | Venceu          | [ 72 ]                                          |
| 29 de novembro de 2016  | Webtekno 2016’nın En İyi 20 Oyunu                                  | Jogo do Ano                                                             | Uncharted 4: A Thief's End                                   | Terceiro        | [ 73 ]                                          |
| 1 de dezembro de 2016   | The Game Awards                                                    | Melhor Estúdio e Direção                                                | Naughty Dog                                                  | Venceu          | [ 24 ]                                          |
| 1 de dezembro de 2016   | The Game Awards                                                    | Melhor Narrativa                                                        | Uncharted 4: A Thief's End                                   | Indicado        | [ 24 ]                                          |
| 1 de dezembro de 2016   | The Game Awards                                                    | Melhor Direção de Arte                                                  | Uncharted 4: A Thief's End                                   | Indicado        | [ 24 ]                                          |
| 1 de dezembro de 2016   | The Game Awards                                                    | Melhor Performance                                                      | Nolan North como Nathan Drake                                | Venceu          | [ 24 ]                                          |
| 1 de dezembro de 2016   | The Game Awards                                                    | Melhor Performance                                                      | Troy Baker como Samuel Drake                                 | Indicado        | [ 24 ]                                          |
| 1 de dezembro de 2016   | The Game Awards                                                    | Melhor Performance                                                      | Emily Rose como Elena Fisher                                 | Indicado        | [ 24 ]                                          |
| 1 de dezembro de 2016   | The Game Awards                                                    | Melhor Jogo de Aventura                                                 | Uncharted 4: A Thief's End                                   | Indicado        | [ 24 ]                                          |
| 1 de dezembro de 2016   | The Game Awards                                                    | Jogo do Ano                                                             | Uncharted 4: A Thief's End                                   | Indicado        | [ 24 ]                                          |
| 2 de dezembro de 2016   | Gamefa.Com Readers' Choice                                         | Jogo do Ano                                                             | Uncharted 4: A Thief's End                                   | Venceu          | [ 74 ]                                          |
| 3 de dezembro de 2016   | TechTimes Best Video Games Of 2016                                 | Jogo do Ano                                                             | Uncharted 4: A Thief's End                                   | Venceu          | [ 75 ]                                          |
| 4 de dezembro de 2016   | PardisGame Jogo do Ano Escolha dos Leitores                        | Jogo do Ano                                                             | Uncharted 4: A Thief's End                                   | Décimo          | [ 76 ]                                          |
| 5 de dezembro de 2016   | Slant Magazine’s The Best 25 Best Video Games of 2016              | Jogo do Ano                                                             | Uncharted 4: A Thief's End                                   | Venceu          | [ 45 ]                                          |
| 6 de dezembro de 2016   | Project Nerd Migliori Videogiochi del 2016                         | Jogo do Ano                                                             | Uncharted 4: A Thief's End                                   | Segundo         | [ 77 ]                                          |
| 6 de dezembro de 2016   | Good Game Awards                                                   | Jogo do Ano                                                             | Uncharted 4: A Thief's End                                   | Venceu          | [ 49 ]                                          |
| 7 de dezembro de 2016   | Instant Magazine Game van het Jaar                                 | Jogo do Ano                                                             | Uncharted 4: A Thief's End                                   | Venceu          | [ 78 ]                                          |
| 7 de dezembro de 2016   | PlayM Game Awards 2016                                             | Jogo do Ano                                                             | Uncharted 4: A Thief's End                                   | Venceu          | [ 79 ]                                          |
| 7 de dezembro de 2016   | PlayM Game Awards 2016                                             | Melhor Equipe de Desenvolvedores                                        | Naughty Dog                                                  | Venceu          | [ 79 ]                                          |
| 7 de dezembro de 2016   | PlayM Game Awards 2016                                             | Melhor Jogo de PlayStation                                              | Uncharted 4: A Thief's End                                   | Venceu          | [ 79 ]                                          |
| 7 de dezembro de 2016   | PlayM Game Awards 2016                                             | Melhor Personagem                                                       | Nathan Drake                                                 | Venceu          | [ 79 ]                                          |
| 7 de dezembro de 2016   | PlayM Game Awards 2016                                             | Melhor Trilha Sonora Original                                           | Uncharted 4: A Thief's End                                   | Venceu          | [ 79 ]                                          |
| 7 de dezembro de 2016   | PlayM Game Awards 2016                                             | Melhor Gráfico                                                          | Uncharted 4: A Thief's End                                   | Venceu          | [ 79 ]                                          |
| 7 de dezembro de 2016   | PlayM Game Awards 2016                                             | Melhor Design de Arte                                                   | Uncharted 4: A Thief's End                                   | Venceu          | [ 79 ]                                          |
| 7 de dezembro de 2016   | PlayM Game Awards 2016                                             | Melhor Jogo de Ação-aventura                                            | Uncharted 4: A Thief's End                                   | Venceu          | [ 79 ]                                          |
| 8 de dezembro de 2016   | Paste Magazine - The 25 Best Videogames of 2016                    | Jogo do Ano                                                             | Uncharted 4: A Thief's End                                   | Décimo quinto   | [ 80 ]                                          |
| 8 de dezembro de 2016   | The Guardian The 10 best video games of 2016                       | Jogo do Ano                                                             | Uncharted 4: A Thief's End                                   | Venceu          | [ 81 ]                                          |
| 8 de dezembro de 2016   | WEB.DE - Magazine Die Spiele des Jahres 2016                       | Jogo do Ano                                                             | Uncharted 4: A Thief's End                                   | Quinto          | [ 82 ]                                          |
| 8 de dezembro de 2016   | GMX - Die Spiele des Jahres 2016                                   | Jogo do Ano                                                             | Uncharted 4: A Thief's End                                   | Quinto          | [ 83 ]                                          |
| 8 de dezembro de 2016   | Computer Bild - Die besten Spiele des Jahres 2016                  | Jogo do Ano                                                             | Uncharted 4: A Thief's End                                   | Quarto          | [ 84 ]                                          |
| 12 de dezembro de 2016  | Critical Awards 2016                                               | Melhor Visual                                                           | Uncharted 4: A Thief's End                                   | Venceu          | [ 85 ]                                          |
| 12 de dezembro de 2016  | Critical Awards 2016                                               | Melhor Desenvolvedora                                                   | Naughty Dog                                                  | Venceu          | [ 85 ]                                          |
| 12 de dezembro de 2016  | Critical Awards 2016 - Escolha do Público                          | Melhor Narrativa                                                        | Uncharted 4: A Thief's End                                   | Venceu          | [ 85 ]                                          |
| 12 de dezembro de 2016  | Critical Awards 2016 - Escolha do Público                          | Melhor Jogo de Ação-aventura                                            | Uncharted 4: A Thief's End                                   | Venceu          | [ 85 ]                                          |
| 12 de dezembro de 2016  | TechTudo - Melhores Jogos do Ano                                   | Melhor Jogo de PlayStation 4                                            | Uncharted 4: A Thief's End                                   | Venceu          | [ 86 ]                                          |
| 12 de dezembro de 2016  | TechTudo - Melhores Jogos do Ano                                   | Melhor Jogo de Aventura                                                 | Uncharted 4: A Thief's End                                   | Venceu          | [ 86 ]                                          |
| 12 de dezembro de 2016  | TechTudo - Melhores Jogos do Ano                                   | Melhor Personagem Masculino                                             | Nathan Drake                                                 | Venceu          | [ 86 ]                                          |
| 12 de dezembro de 2016  | GamePlane - Die besten Spiele des Jahres                           | Jogo do Ano                                                             | Uncharted 4: A Thief's End                                   | Segundo         | [ 87 ]                                          |
| 12 de dezembro de 2016  | BGR - The 10 best video games of 2016                              | Jogo do Ano                                                             | Uncharted 4: A Thief's End                                   | Venceu          | [ 88 ]                                          |
| 12 de dezembro de 2016  | MaisGoiá - Os Melhores Jogos de 2016                               | Jogo do Ano                                                             | Uncharted 4: A Thief's End                                   | Segundo         | [ 89 ]                                          |
| 12 de dezembro de 2016  | VidaExtra - Los 50 mejores videojuegos de 2016                     | Jogo do Ano                                                             | Uncharted 4: A Thief's End                                   | Sexto           | [ 90 ]                                          |
| 13 de dezembro de 2016  | Gamepur - Top 5 Best Games of 2016                                 | Jogo do Ano                                                             | Uncharted 4: A Thief's End                                   | Terceiro        | [ 91 ]                                          |
| 14 de dezembro de 2016  | Checkpoint - Game of The Year 2016                                 | Jogo do Ano                                                             | Uncharted 4: A Thief's End                                   | Quinto          | [ 92 ]                                          |
| 14 de dezembro de 2016  | Tom Guide - The 15 Best Video Games of 2016                        | Jogo do Ano                                                             | Uncharted 4: A Thief's End                                   | Segundo         | [ 93 ]                                          |
| 14 de dezembro de 2016  | Vulture - The 10 Best Video Games of 2016                          | Jogo do Ano                                                             | Uncharted 4: A Thief's End                                   | Oitavo          | [ 94 ]                                          |
| 14 de dezembro de 2016  | UOL Jogos - Melhores do Ano                                        | Exclusivo PlayStation                                                   | Uncharted 4: A Thief's End                                   | Venceu          | [ 95 ]                                          |
| 14 de dezembro de 2016  | UOL Jogos - Melhores do Ano                                        | Aventura                                                                | Uncharted 4: A Thief's End                                   | Venceu          | [ 95 ]                                          |
| 15 de dezembro de 2016  | Empire Online - The best games of 2016                             | Jogo do Ano                                                             | Uncharted 4: A Thief's End                                   | Venceu          | [ 96 ]                                          |
| 15 de dezembro de 2016  | NZherald - Game of The Year                                        | Jogo do Ano                                                             | Uncharted 4: A Thief's End                                   | Quarto          | [ 97 ]                                          |
| 15 de dezembro de 2016  | The Lazygamer Awards 2016                                          | Jogo do Ano                                                             | Uncharted 4: A Thief's End                                   | Venceu          | [ 98 ]                                          |
| 15 de dezembro de 2016  | Entertainment Weekly - The 10 Best Games of 2016                   | Jogo do Ano                                                             | Uncharted 4: A Thief's End                                   | Sexto           | [ 99 ]                                          |
| 15 de dezembro de 2016  | Techsmart - Top 5 games of 2016                                    | Jogo do Ano                                                             | Uncharted 4: A Thief's End                                   | Segundo         | [ 100 ]                                         |
| 15 de dezembro de 2016  | DGL.ru - Luchshiye igry 2016 goda                                  | Jogo do Ano                                                             | Uncharted 4: A Thief's End                                   | Venceu          | [ 101 ]                                         |
| 15 de dezembro de 2016  | Toronto Sun - The 10 best video games of 2016                      | Jogo do Ano                                                             | Uncharted 4: A Thief's End                                   | Venceu          | [ 102 ]                                         |
| 15 de dezembro de 2016  | Toronto Sun - The 10 best video games of 2016                      | Ação-aventura                                                           | Uncharted 4: A Thief's End                                   | Venceu          | [ 102 ]                                         |
| 16 de dezembro de 2016  | The Iris 2016 Game of The Year                                     | Jogo do Ano                                                             | Uncharted 4: A Thief's End                                   | Segundo         | [ 103 ]                                         |
| 16 de dezembro de 2016  | Gamersky 2016 Nián zhídé yī wán de shí dà yóuxì                    | Jogo do Ano                                                             | Uncharted 4: A Thief's End                                   | Segundo         | [ 104 ]                                         |
| 16 de dezembro de 2016  | Red Bull Top 10 Games of 2016                                      | Jogo do Ano                                                             | Uncharted 4: A Thief's End                                   | Segundo         | [ 105 ]                                         |
| 16 de dezembro de 2016  | Gamekult Awards 2016                                               | Jogo do Ano                                                             | Uncharted 4: A Thief's End                                   | Segundo         | [ 106 ]                                         |
| 16 de dezembro de 2016  | Gamekult Awards 2016                                               | Melhor Visual                                                           | Uncharted 4: A Thief's End                                   | Segundo         | [ 107 ]                                         |
| 16 de dezembro de 2016  | Cody Awards 2016                                                   | Jogo do Ano                                                             | Uncharted 4: A Thief's End                                   | Segundo         | [ 108 ]                                         |
| 16 de dezembro de 2016  | Cody Awards 2016                                                   | Melhores Gráficos                                                       | Uncharted 4: A Thief's End                                   | Venceu          | [ 109 ]                                         |
| 16 de dezembro de 2016  | Cody Awards 2016                                                   | Melhor Personagem Masculino                                             | Nathan Drake                                                 | Empate          | [ 110 ]                                         |
| 16 de dezembro de 2016  | Cody Awards 2016                                                   | Melhor Jogo de PlayStation 4                                            | Uncharted 4: A Thief's End                                   | Venceu          | [ 111 ]                                         |
| 16 de dezembro de 2016  | Cody Awards 2016                                                   | Melhor Estúdio                                                          | Naughty Dog                                                  | Segundo         | [ 112 ]                                         |
| 16 de dezembro de 2016  | Franceinfo - Les cinq jeux vidéo qui nous ont marqués en 2016      | Jogo do Ano                                                             | Uncharted 4: A Thief's End                                   | Segundo         | [ 113 ]                                         |
| 16 de dezembro de 2016  | ABC.es - Los mejores videojuegos del 2016                          | Jogo do Ano                                                             | Uncharted 4: A Thief's End                                   | Venceu          | [ 114 ]                                         |
| 16 de dezembro de 2016  | Facteur Geek - Jeux de l’année 2016                                | Jogo do Ano                                                             | Uncharted 4: A Thief's End                                   | Venceu          | [ 115 ]                                         |
| 16 de dezembro de 2016  | Facteur Geek - Jeux de l’année 2016                                | Melhor Performance de Dublador                                          | Nolan North como Nathan Drake                                | Venceu          | [ 115 ]                                         |
| 16 de dezembro de 2016  | Facteur Geek - Jeux de l’année 2016                                | Melhor Jogo de Ação-aventura                                            | Uncharted 4: A Thief's End                                   | Venceu          | [ 115 ]                                         |
| 16 de dezembro de 2016  | Facteur Geek - Jeux de l’année 2016                                | Melhor Jogo Exclusivo da Sony                                           | Uncharted 4: A Thief's End                                   | Venceu          | [ 115 ]                                         |
| 16 de dezembro de 2016  | Facteur Geek - Jeux de l’année 2016                                | Estúdio do Ano                                                          | Naughty Dog                                                  | Venceu          | [ 115 ]                                         |
| 17 de dezembro de 2016  | Challenges - Nos 15 jeux vidéo préférés en 2016                    | Jogo do Ano                                                             | Uncharted 4: A Thief's End                                   | Venceu          | [ 116 ]                                         |
| 17 de dezembro de 2016  | UPROXX - Luchshiye igry 2016 goda                                  | Jogo do Ano                                                             | Uncharted 4: A Thief's End                                   | Venceu          | [ 117 ]                                         |
| 17 de dezembro de 2016  | Whatculture - 20 Best Video Games Of 2016                          | Jogo do Ano                                                             | Uncharted 4: A Thief's End                                   | Segundo         | [ 118 ]                                         |
| 17 de dezembro de 2016  | XGN.NL Game Awards 2016                                            | Jogo do Ano                                                             | Uncharted 4: A Thief's End                                   | Venceu          | [ 119 ]                                         |
| 17 de dezembro de 2016  | XGN.NL Game Awards 2016                                            | Melhor Jogo de Aventura                                                 | Uncharted 4: A Thief's End                                   | Venceu          | [ 119 ]                                         |
| 17 de dezembro de 2016  | XGN.ES Game Awards 2016                                            | Jogo do Ano                                                             | Uncharted 4: A Thief's End                                   | Venceu          | [ 47 ]                                          |
| 17 de dezembro de 2016  | XGN.ES Game Awards 2016                                            | Melhor Jogo de Aventura                                                 | Uncharted 4: A Thief's End                                   | Venceu          | [ 47 ]                                          |
| 18 de dezembro de 2016  | Areajugones Mejor Juego del Año                                    | Jogo do Ano                                                             | Uncharted 4: A Thief's End                                   | Venceu          | [ 120 ]                                         |
| 18 de dezembro de 2016  | NAT-Games Jahresrückblick 2016                                     | Jogo do Ano                                                             | Uncharted 4: A Thief's End                                   | Venceu          | [ 121 ]                                         |
| 18 de dezembro de 2016  | Wccftech Games: Reader’s Awards 2016                               | Melhor Jogo de Ação/Aventura                                            | Uncharted 4: A Thief's End                                   | Venceu          | [ 122 ]                                         |
| 18 de dezembro de 2016  | Wccftech Games: Reader’s Awards 2016                               | Melhores Gráficos                                                       | Uncharted 4: A Thief's End                                   | Terceiro        | [ 122 ]                                         |
| 19 de dezembro de 2016  | Destructoid's Awards                                               | Jogo do Ano                                                             | Uncharted 4: A Thief's End                                   | Venceu          | [ 46 ]                                          |
| 19 de dezembro de 2016  | Fortress of Solitude Top 10 Games of 2016                          | Jogo do Ano                                                             | Uncharted 4: A Thief's End                                   | Venceu          | [ 123 ]                                         |
| 19 de dezembro de 2016  | Life - Lučšie igry 2016 goda                                       | Jogo do Ano                                                             | Uncharted 4: A Thief's End                                   | Venceu          | [ 124 ]                                         |
| 19 de dezembro de 2016  | Premiere - 10 Mejores Videojuegos de 2016                          | Jogo do Ano                                                             | Uncharted 4: A Thief's End                                   | Venceu          | [ 125 ]                                         |
| 19 de dezembro de 2016  | OVERLOADR - Os melhores jogos de 2016 pela escolha do público      | Jogo do Ano                                                             | Uncharted 4: A Thief's End                                   | Segundo         | [ 126 ]                                         |
| 20 de dezembro de 2016  | Metacritic - Best Games of 2016                                    | Jogo do Ano                                                             | Uncharted 4: A Thief's End                                   | Quinto          | [ 127 ]                                         |
| 20 de dezembro de 2016  | The 2016 A.V. Club readers’ poll                                   | Jogo do Ano                                                             | Uncharted 4: A Thief's End                                   | Segundo         | [ 128 ]                                         |
| 20 de dezembro de 2016  | Meristation - El Juego del Año 2016                                | Jogo do Ano                                                             | Uncharted 4: A Thief's End                                   | Venceu          | [ 129 ]                                         |
| 20 de dezembro de 2016  | Berlingske - Årets 10 bedste spil                                  | Jogo do Ano                                                             | Uncharted 4: A Thief's End                                   | Segundo         | [ 130 ]                                         |
| 20 de dezembro de 2016  | The Economist - The Ten Best games of 2006                         | Jogo do Ano                                                             | Uncharted 4: A Thief's End                                   | Nono            | [ 131 ]                                         |
| 20 de dezembro de 2016  | KeenGamer s.r.o. Game of The Year 2006                             | Jogo do Ano                                                             | Uncharted 4: A Thief's End                                   | Quarto          | [ 132 ]                                         |
| 20 de dezembro de 2016  | GameMAG - Luchshiye igry 2016 goda                                 | Momento mais Marcante                                                   | A Descoberta de Libertalia                                   | Indicado        | [ 133 ]                                         |
| 20 de dezembro de 2016  | GameMAG - Luchshiye igry 2016 goda                                 | Melhores Gráficos                                                       | Uncharted 4: A Thief's End                                   | Venceu          | [ 133 ]                                         |
| 20 de dezembro de 2016  | GameMAG - Luchshiye igry 2016 goda                                 | Melhores História                                                       | Uncharted 4: A Thief's End                                   | Venceu          | [ 133 ]                                         |
| 20 de dezembro de 2016  | GameMAG - Luchshiye igry 2016 goda                                 | Melhor Personagem                                                       | Nathan Drake                                                 | Indicado        | [ 133 ]                                         |
| 20 de dezembro de 2016  | GameMAG - Luchshiye igry 2016 goda                                 | Melhor Personagem Feminina                                              | Elena Fisher                                                 | Venceu          | [ 133 ]                                         |
| 20 de dezembro de 2016  | GameMAG - Luchshiye igry 2016 goda                                 | Bumbum Masculino Mais Gostoso                                           | Nathan Drake                                                 | Venceu          | [ 133 ]                                         |
| 20 de dezembro de 2016  | GameMAG - Luchshiye igry 2016 goda                                 | Melhor Ação                                                             | Uncharted 4: A Thief's End                                   | Venceu          | [ 133 ]                                         |
| 20 de dezembro de 2016  | GameMAG - Luchshiye igry 2016 goda                                 | Jogo do Ano                                                             | Uncharted 4: A Thief's End                                   | Indicado        | [ 133 ]                                         |
| 21 de dezembro de 2016  | GameSpot's Top 25 Games of 2016                                    | Jogo do Ano                                                             | Uncharted 4: A Thief's End                                   | Segundo         | [ 134 ]                                         |
| 21 de dezembro de 2016  | Computer World - 10 Absolute Best Games of 2016                    | Jogo do Ano                                                             | Uncharted 4: A Thief's End                                   | Décimo          | [ 135 ]                                         |
| 21 de dezembro de 2016  | Zoomin.TV - Game of The Year 2016                                  | Jogo do Ano                                                             | Uncharted 4: A Thief's End                                   | Sétimo          | [ 136 ]                                         |
| 21 de dezembro de 2016  | Game Experience Awards 2016                                        | Melhor Jogo de Ação-Aventura                                            | Uncharted 4: A Thief's End                                   | Indicado        | [ 137 ]                                         |
| 21 de dezembro de 2016  | Game Experience Awards 2016                                        | Melhor Multiplayer                                                      | Uncharted 4: A Thief's End                                   | Indicado        | [ 137 ]                                         |
| 21 de dezembro de 2016  | Game Experience Awards 2016                                        | Jogo do Ano                                                             | Uncharted 4: A Thief's End                                   | Indicado        | [ 137 ]                                         |
| 21 de dezembro de 2016  | UOL Jogos - Escolha dos Leitores                                   | Jogo do Ano                                                             | Uncharted 4: A Thief's End                                   | Venceu          | [ 138 ]                                         |
| 21 de dezembro de 2016  | UOL Jogos - Escolha dos Leitores                                   | Exclusivo PlayStation                                                   | Uncharted 4: A Thief's End                                   | Venceu          | [ 138 ]                                         |
| 21 de dezembro de 2016  | UOL Jogos - Escolha dos Leitores                                   | Aventura                                                                | Uncharted 4: A Thief's End                                   | Venceu          | [ 138 ]                                         |
| 21 de dezembro de 2016  | Combo Infinito - Os melhores jogos de 2016                         | Jogo do Ano                                                             | Uncharted 4: A Thief's End                                   | Segundo         | [ 139 ]                                         |
| 21 de dezembro de 2016  | naEKRANIE - Najlepsze gry 2016 roku                                | Jogo do Ano                                                             | Uncharted 4: A Thief's End                                   | Venceu          | [ 140 ]                                         |
| 21 de dezembro de 2016  | Filmweb - Najlepsze gry 2016                                       | Jogo do Ano                                                             | Uncharted 4: A Thief's End                                   | Segundo         | [ 141 ]                                         |
| 22 de dezembro de 2016  | Den of geek - Top 5 Video Games of 2016                            | Jogo do Ano                                                             | Uncharted 4: A Thief's End                                   | Terceiro        | [ 142 ]                                         |
| 22 de dezembro de 2016  | The Independent - The 25 Best Games of 206                         | Jogo do Ano                                                             | Uncharted 4: A Thief's End                                   | Venceu          | [ 143 ]                                         |
| 22 de dezembro de 2016  | IGN.AU 2016's Game Of The Year                                     | Jogo do Ano                                                             | Uncharted 4: A Thief's End                                   | Décimo terceiro | [ 144 ]                                         |
| 22 de dezembro de 2016  | Gameblog Awards 2016                                               | Jogo do Ano                                                             | Uncharted 4: A Thief's End                                   | Venceu          | [ 145 ]                                         |
| 22 de dezembro de 2016  | Gameblog Awards 2016                                               | Melhor Narrativa                                                        | Uncharted 4: A Thief's End                                   | Venceu          | [ 145 ]                                         |
| 22 de dezembro de 2016  | Gameblog Awards 2016                                               | Estúdio Mais Influente do Ano                                           | Naughty Dog                                                  | Venceu          | [ 145 ]                                         |
| 22 de dezembro de 2016  | Gameblog Awards 2016                                               | Melhor Visual                                                           | Uncharted 4: A Thief's End                                   | Venceu          | [ 145 ]                                         |
| 22 de dezembro de 2016  | Gameblog Awards 2016                                               | Melhor Jogo de Ação-Aventura                                            | Uncharted 4: A Thief's End                                   | Venceu          | [ 145 ]                                         |
| 22 de dezembro de 2016  | IGN.BR - Os Melhores Games de 2016: A Escolha dos Leitores         | Jogo do Ano                                                             | Uncharted 4: A Thief's End                                   | Venceu          | [ 34 ]                                          |
| 22 de dezembro de 2016  | Prêmio Overloadr 2016: Melhores do Ano                             | Jogo do Ano                                                             | Uncharted 4: A Thief's End                                   | Sexto           | [ 146 ]                                         |
| 22 de dezembro de 2016  | Popcode - Ta kalýtera, ta cheirótera kai ta áschima games tou 2016 | Jogo do Ano                                                             | Uncharted 4: A Thief's End                                   | Venceu          | [ 147 ]                                         |
| 23 de dezembro de 2016  | NRK Filmpolitiet - 2016: Årets beste spill                         | Jogo do Ano                                                             | Uncharted 4: A Thief's End                                   | Quinto          | [ 148 ]                                         |
| 23 de dezembro de 2016  | 80 Level - 12 Best Games of 2016                                   | Jogo do Ano                                                             | Uncharted 4: A Thief's End                                   | Segundo         | [ 149 ]                                         |
| 23 de dezembro de 2016  | DailySocial - 12 Best Games of 2016                                | Jogo do Ano                                                             | Uncharted 4: A Thief's End                                   | Décimo          | [ 150 ]                                         |
| 23 de dezembro de 2016  | FFA Prêmios 2016                                                   | Jogo do Ano                                                             | Uncharted 4: A Thief's End                                   | Venceu          | [ 151 ]                                         |
| 23 de dezembro de 2016  | FFA Prêmios 2016                                                   | Melhor Impressão Visual                                                 | Uncharted 4: A Thief's End                                   | Venceu          | [ 151 ]                                         |
| 23 de dezembro de 2016  | FFA Prêmios 2016                                                   | Melhor Ação-aventura                                                    | Uncharted 4: A Thief's End                                   | Venceu          | [ 151 ]                                         |
| 23 de dezembro de 2016  | FFA Prêmios 2016                                                   | Gama mais Emocional                                                     | Uncharted 4: A Thief's End                                   | Venceu          | [ 151 ]                                         |
| 23 de dezembro de 2016  | FFA Prêmios 2016                                                   | Melhor Desenvolvedora de Jogos                                          | Uncharted 4: A Thief's End                                   | Venceu          | [ 151 ]                                         |
| 23 de dezembro de 2016  | FFA Prêmios 2016                                                   | Melhor Música                                                           | Uncharted 4: A Thief's End                                   | Venceu          | [ 151 ]                                         |
| 23 de dezembro de 2016  | Tech Central - The Best games of 2016G                             | Jogo do Ano                                                             | Uncharted 4: A Thief's End                                   | Segundo         | [ 152 ]                                         |
| 23 de dezembro de 2016  | New York Daily News - The 20 Very Best Video Games of 2016         | Jogo do Ano                                                             | Uncharted 4: A Thief's End                                   | Segundo         | [ 153 ]                                         |
| 23 de dezembro de 2016  | G1 - Top 10 dos games de 2016                                      | Jogo do Ano                                                             | Uncharted 4: A Thief's End                                   | Terceiro        | [ 154 ]                                         |
| 23 de dezembro de 2016  | Chillopedia - 15 Best Video Games of 2016                          | Jogo do Ano                                                             | Uncharted 4: A Thief's End                                   | Terceiro        | [ 155 ]                                         |
| 23 de dezembro de 2016  | Attack of The Fanboy - The Best & Worst Games of 2016              | Melhor Jogo do PlayStation                                              | Uncharted 4: A Thief's End                                   | Venceu          | [ 156 ]                                         |
| 23 de dezembro de 2016  | Attack of The Fanboy - The Best & Worst Games of 2016              | Melhor Jogo de Ação-Aventura                                            | Uncharted 4: A Thief's End                                   | Venceu          | [ 156 ]                                         |
| 23 de dezembro de 2016  | Attack of The Fanboy - The Best & Worst Games of 2016              | Jogo do Ano                                                             | Uncharted 4: A Thief's End                                   | Venceu          | [ 156 ]                                         |
| 23 de dezembro de 2016  | JeuxVideo - Jeu de l'année 2016                                    | Jogo do Ano                                                             | Uncharted 4: A Thief's End                                   | Venceu          | [ 157 ]                                         |
| 23 de dezembro de 2016  | eue Zürcher Zeitung - Die fünf besten Videospiele des Jahres       | jogo do Ano                                                             | Uncharted 4: A Thief's End                                   | Venceu          | [ 158 ]                                         |
| 23 de dezembro de 2016  | The Buttonsmashers Game of the Year 2016                           | Jogo do Ano                                                             | Uncharted 4: A Thief's End                                   | Venceu          | [ 159 ]                                         |
| 23 de dezembro de 2016  | JV France - Meilleurs Jeux-Vidéo de 2016                           | Jogo do Ano                                                             | Uncharted 4: A Thief's End                                   | Quarto          | [ 160 ]                                         |
| 23 de dezembro de 2016  | Gmbox - Top-10 igr 2016 god                                        | Jogo do Ano                                                             | Uncharted 4: A Thief's End                                   | Terceiro        | [ 161 ]                                         |
| 23 de dezembro de 2016  | Twinfinite’s Top 5 Games of 2016                                   | Jogo do Ano                                                             | Uncharted 4: A Thief's End                                   | Venceu          | [ 162 ]                                         |
| 23 de dezembro de 2016  | Melhores de 2016                                                   | Melhor Jogo de Ação-aventura                                            | Uncharted 4: A Thief's End                                   | Venceu          | [ 163 ]                                         |
| 24 de dezembro de 2016  | Eurogamer.pl - Najlepsze Gry 2016                                  | Jogo do Ano                                                             | Uncharted 4: A Thief's End                                   | Venceu          | [ 41 ]                                          |
| 24 de dezembro de 2016  | GIGA - Die Besten Spiele 2016: Wählen Sie Spieler                  | Jogo do Ano                                                             | Uncharted 4: A Thief's End                                   | Venceu          | [ 164 ]                                         |
| 24 de dezembro de 2016  | Generacion Pixel - Juegos del Año 2016                             | Jogo do Ano                                                             | Uncharted 4: A Thief's End                                   | Venceu          | [ 165 ]                                         |
| 25 de dezembro de 2016  | mxdwn - Top Ten Games of 2016                                      | Jogo do Ano                                                             | Uncharted 4: A Thief's End                                   | Segundo         | [ 166 ]                                         |
| 25 de dezembro de 2016  | IGN Top 10 2016                                                    | Jogo do Ano                                                             | Uncharted 4: A Thief's End                                   | Segundo         | [ 167 ]                                         |
| 25 de dezembro de 2016  | Knack Foco - 10 beste games van 2016                               | Jogo do Ano                                                             | Uncharted 4: A Thief's End                                   | Sexto           | [ 168 ]                                         |
| 25 de dezembro de 2016  | XGN.ES - Juego del Año                                             | Jogo do Ano                                                             | Uncharted 4: A Thief's End                                   | Venceu          | [ 169 ]                                         |
| 25 de dezembro de 2016  | Age of Geeks - 10 Luchshikh IGR 2016 Goda                          | Jogo do Ano                                                             | Uncharted 4: A Thief's End                                   | Segundo         | [ 170 ]                                         |
| 26 de dezembro de 2016  | PC Games - Top 10 Games der Redaktion im Überblick                 | Jogo do Ano                                                             | Uncharted 4: A Thief's End                                   | Venceu          | [ 171 ]                                         |
| 26 de dezembro de 2016  | Ars Technica’s Best Video Games of 2016                            | Jogo do Ano                                                             | Uncharted 4: A Thief's End                                   | Sexto           | [ 172 ]                                         |
| 26 de dezembro de 2016  | Gamer.NL - De beste 25 games van 2016                              | Jogo do Ano                                                             | Uncharted 4: A Thief's End                                   | Quarto          | [ 173 ]                                         |
| 26 de dezembro de 2016  | Metro GameCentral Video Games Top 20 of 2016                       | Jogo do Ano                                                             | Uncharted 4: A Thief's End                                   | Décimo primeiro | [ 174 ]                                         |
| 26 de dezembro de 2016  | GEEKYAPAR 2016’nın En İyileri                                      | Jogo do Ano                                                             | Uncharted 4: A Thief's End                                   | Sétimo          | [ 175 ]                                         |
| 26 de dezembro de 2016  | FZ - Årets spel 2016                                               | Jogo do Ano                                                             | Uncharted 4: A Thief's End                                   | Segundo         | [ 176 ]                                         |
| 27 de dezembro de 2016  | Navigator igrovogo mira - Luchishiye Igry 2016 Goda                | Melhor Third-person Shooter                                             | Uncharted 4: A Thief's End                                   | Venceu          | [ 177 ]                                         |
| 27 de dezembro de 2016  | GameЯevolution - Best Games of 2016                                | Jogo do Ano                                                             | Uncharted 4: A Thief's End                                   | Quinto          | [ 178 ]                                         |
| 27 de dezembro de 2016  | GameЯevolution Player Choice Award 2016                            | Jogo do Ano                                                             | Uncharted 4: A Thief's End                                   | Venceu          | [ 179 ]                                         |
| 27 de dezembro de 2016  | GOTY 2016: El juego del año en Zonared                             | Jogo do Ano                                                             | Uncharted 4: A Thief's End                                   | Venceu          | [ 180 ]                                         |
| 27 de dezembro de 2016  | SOUNDVENUE - Årets ti bedste spil                                  | Jogo do Ano                                                             | Uncharted 4: A Thief's End                                   | Sexto           | [ 181 ]                                         |
| 27 de dezembro de 2016  | XGN.nl - De top 10 beste games van 2016                            | Jogo do Ano                                                             | Uncharted 4: A Thief's End                                   | Venceu          | [ 182 ]                                         |
| 27 de dezembro de 2016  | IGN.hu - Best of 2016                                              | Jogo do Ano                                                             | Uncharted 4: A Thief's End                                   | Venceu          | [ 35 ]                                          |
| 27 de dezembro de 2016  | Movies Room - TOP 10: Najlepsze gry 2016 roku                      | Jogo do Ano                                                             | Uncharted 4: A Thief's End                                   | Segundo         | [ 183 ]                                         |
| 28 de dezembro de 2016  | bit-tech - The Best Games of 2016                                  | Jogo do Ano                                                             | Uncharted 4: A Thief's End                                   | Sétimo          | [ 184 ]                                         |
| 28 de dezembro de 2016  | hi-Tech.ua - Top-15 igr 2016 goda                                  | Jogo do Ano                                                             | Uncharted 4: A Thief's End                                   | Terceiro        | [ 185 ]                                         |
| 28 de dezembro de 2016  | Gameswelt - Spiele des Jahres                                      | Jogo do Ano                                                             | Uncharted 4: A Thief's End                                   | Terceiro        | [ 186 ]                                         |
| 28 de dezembro de 2016  | GameReactor.fi - Vuoden peli 2016                                  | Jogo do Ano                                                             | Uncharted 4: A Thief's End                                   | Venceu          | [ 187 ]                                         |
| 28 de dezembro de 2016  | IGN BENELUX-Bezoekers - Game Top 10 2016                           | Jogo do Ano                                                             | Uncharted 4: A Thief's End                                   | Venceu          | [ 36 ]                                          |
| 28 de dezembro de 2016  | Clarín Tecnología - Los Mejores Videojuegos del 2016               | Jogo do Ano                                                             | Uncharted 4: A Thief's End                                   | Venceu          | [ 188 ]                                         |
| 28 de dezembro de 2016  | GAMECRATE - The 2016 Game of The Year                              | Jogo do Ano                                                             | Uncharted 4: A Thief's End                                   | Indicado        | [ 189 ]                                         |
| 28 de dezembro de 2016  | CNET - Video Games of The Year                                     | Jogo do Ano                                                             | Uncharted 4: A Thief's End                                   | Venceu          | [ 190 ]                                         |
| 28 de dezembro de 2016  | GamerGen - The Best of 2016                                        | Jogo do Ano                                                             | Uncharted 4: A Thief's End                                   | Venceu          | [ 191 ]                                         |
| 29 de dezembro de 2016  | Digital Spy Reader Awards                                          | Jogo do Ano                                                             | Uncharted 4: A Thief's End                                   | Venceu          | [ 192 ]                                         |
| 29 de dezembro de 2016  | Digital Spy Reader Awards                                          | História Mais Forte                                                     | Uncharted 4: A Thief's End                                   | Venceu          | [ 192 ]                                         |
| 29 de dezembro de 2016  | Digital Spy Reader Awards                                          | Melhor Herói                                                            | Nathan Drake                                                 | Venceu          | [ 192 ]                                         |
| 29 de dezembro de 2016  | Games.it Awards 2016                                               | Jogo do Ano                                                             | Uncharted 4: A Thief's End                                   | Venceu          | [ 193 ]                                         |
| 29 de dezembro de 2016  | Games.it Awards 2016                                               | Melhor Ação-aventura                                                    | Uncharted 4: A Thief's End                                   | Venceu          | [ 193 ]                                         |
| 29 de dezembro de 2016  | Games.it Awards 2016                                               | Melhor Narrativa                                                        | Uncharted 4: A Thief's End                                   | Venceu          | [ 193 ]                                         |
| 29 de dezembro de 2016  | EGM'S Best of 2016                                                 | Jogo do Ano                                                             | Uncharted 4: A Thief's End                                   | Terceiro        | [ 194 ]                                         |
| 29 de dezembro de 2016  | The Mercury News - The Top 10 Video Games of 2016                  | Jogo do Ano                                                             | Uncharted 4: A Thief's End                                   | Quarto          | [ 195 ]                                         |
| 29 de dezembro de 2016  | Malditos Nerds - Los 20 Mejores Videojuegos de 2016                | Jogo do Ano                                                             | Uncharted 4: A Thief's End                                   | Sexto           | [ 196 ]                                         |
| 29 de dezembro de 2016  | Rocky Mountain Gamer - Top Games of 2016                           | Melhor Jogo de Ação-aventura                                            | Uncharted 4: A Thief's End                                   | Venceu          | [ 197 ]                                         |
| 29 de dezembro de 2016  | IGN.ES - El Mejor Videojuego de 2016                               | Jogo do Ano                                                             | Uncharted 4: A Thief's End                                   | Venceu          | [ 37 ]                                          |
| 30 de dezembro de 2016  | The Edge’s Top Games of 2016                                       | Jogo do Ano                                                             | Uncharted 4: A Thief's End                                   | Venceu          | [ 198 ]                                         |
| 30 de dezembro de 2016  | Les Inrocks - Les 10 jeux vidéo auxquels il fallait jouer en 2016  | Jogo do Ano                                                             | Uncharted 4: A Thief's End                                   | Segundo         | [ 199 ]                                         |
| 30 de dezembro de 2016  | Cyprus Gamer Game of The Year 2016                                 | Jogo do Ano                                                             | Uncharted 4: A Thief's End                                   | Venceu          | [ 200 ]                                         |
| 30 de dezembro de 2016  | Gaming Age - Top 16 Games of 2016                                  | Jogo do Ano                                                             | Uncharted 4: A Thief's End                                   | Venceu          | [ 201 ]                                         |
| 30 de dezembro de 2016  | GameRactor.de - Lieblinge 2016: Bestes Game                        | Jogo do Ano                                                             | Uncharted 4: A Thief's End                                   | Segundo         | [ 202 ]                                         |
| 30 de dezembro de 2016  | Venturebeat - The 10 Best Games of 2016                            | Jogo do Ano                                                             | Uncharted 4: A Thief's End                                   | Segundo         | [ 203 ]                                         |
| 30 de dezembro de 2016  | Giant Bomb's 2016 Game of the Year Awards                          | Melhor História                                                         | Uncharted 4: A Thief's End                                   | Venceu          | [ 204 ]                                         |
| 30 de dezembro de 2016  | The Escapist's Reader's Choice Game of the Year 2016               | Jogo do Ano                                                             | Uncharted 4: A Thief's End                                   | Venceu          | [ 205 ]                                         |
| 30 de dezembro de 2016  | Gamespew's Game of The Year                                        | Jogo do Ano                                                             | Uncharted 4: A Thief's End                                   | Venceu          | [ 206 ]                                         |
| 30 de dezembro de 2016  | GameReactor.UK - Game of the Year 2016                             | Jogo do Ano                                                             | Uncharted 4: A Thief's End                                   | Segundo         | [ 207 ]                                         |
| 30 de dezembro de 2016  | WWG - The Top 15 Games of 2016                                     | Jogo do Ano                                                             | Uncharted 4: A Thief's End                                   | Quarto          | [ 208 ]                                         |
| 30 de dezembro de 2016  | Bleeding Cool’s Game Of The Year                                   | Jogo do Ano                                                             | Uncharted 4: A Thief's End                                   | Oitavo          | [ 209 ]                                         |
| 30 de dezembro de 2016  | Dork Shelf’s 2016 Game of the Year                                 | Jogo do Ano                                                             | Uncharted 4: A Thief's End                                   | Venceu          | [ 210 ]                                         |
| 30 de dezembro de 2016  | GameGrin's Game of the Year                                        | Jogo do Ano                                                             | Uncharted 4: A Thief's End                                   | Quarto          | [ 211 ]                                         |
| 30 de dezembro de 2016  | NEWS.AT - Die Besten Games 2016                                    | Jogo do Ano                                                             | Uncharted 4: A Thief's End                                   | Venceu          | [ 212 ]                                         |
| 30 de dezembro de 2016  | NEWS.AT - Die Besten Games 2016                                    | Melhor Jogo de Aventura                                                 | Uncharted 4: A Thief's End                                   | Venceu          | [ 212 ]                                         |
| 30 de dezembro de 2016  | AG Awards 2016 de l’équipe                                         | Jogo do Ano                                                             | Uncharted 4: A Thief's End                                   | Venceu          | [ 213 ]                                         |
| 30 de dezembro de 2016  | AG Awards 2016 de l’équipe                                         | Melhor Jogo de Ação                                                     | Uncharted 4: A Thief's End                                   | Venceu          | [ 213 ]                                         |
| 30 de dezembro de 2016  | AG Awards 2016 de l’équipe                                         | Melhor Exclusivo do PlayStation                                         | Uncharted 4: A Thief's End                                   | Venceu          | [ 213 ]                                         |
| 30 de dezembro de 2016  | AG Awards 2016 des lecteurs                                        | Jogo do Ano                                                             | Uncharted 4: A Thief's End                                   | Venceu          | [ 214 ]                                         |
| 30 de dezembro de 2016  | AG Awards 2016 des lecteurs                                        | Melhor Jogo de Ação                                                     | Uncharted 4: A Thief's End                                   | Venceu          | [ 214 ]                                         |
| 30 de dezembro de 2016  | AG Awards 2016 des lecteurs                                        | Estúdio do Ano                                                          | Naughty Dog                                                  | Venceu          | [ 214 ]                                         |
| 30 de dezembro de 2016  | Spaziogames Awards 2016                                            | Melhor Jogo de Ação                                                     | Uncharted 4: A Thief's End                                   | Venceu          | [ 215 ]                                         |
| 30 de dezembro de 2016  | Spaziogames Awards 2016 - Le scelte dei lettori                    | Melhor Ação                                                             | Uncharted 4: A Thief's End                                   | Venceu          | [ 216 ]                                         |
| 30 de dezembro de 2016  | Spaziogames Awards 2016 - Le scelte dei lettori                    | Jogo do Ano                                                             | Uncharted 4: A Thief's End                                   | Venceu          | [ 216 ]                                         |
| 30 de dezembro de 2016  | Bild - Spiel des Jahres                                            | Jogo do Ano                                                             | Uncharted 4: A Thief's End                                   | Venceu          | [ 217 ]                                         |
| 30 de dezembro de 2016  | GamesRadar+'s Game of the Year 2016                                | Jogo do Ano                                                             | Uncharted 4: A Thief's End                                   | Quarto          | [ 218 ]                                         |
| 30 de dezembro de 2016  | Premios 3DJuegos 2016                                              | Jogo do Ano                                                             | Uncharted 4: A Thief's End                                   | Venceu          | [ 219 ]                                         |
| 30 de dezembro de 2016  | Premios 3DJuegos 2016 Elección Los lectores                        | Jogo do Ano                                                             | Uncharted 4: A Thief's End                                   | Venceu          | [ 219 ]                                         |
| 30 de dezembro de 2016  | GameReactor.pt - TOP 10: Melhor Jogo do Ano 2016                   | Jogo do Ano                                                             | Uncharted 4: A Thief's End                                   | Venceu          | [ 220 ]                                         |
| 30 de dezembro de 2016  | Os Melhores Jogos de 2016 da SuperGamePlay                         | Jogo do Ano                                                             | Uncharted 4: A Thief's End                                   | Venceu          | [ 221 ]                                         |
| 30 de dezembro de 2016  | Gamer365 - Az év legjobb játékai                                   | Jogo do Ano                                                             | Uncharted 4: A Thief's End                                   | Venceu          | [ 222 ]                                         |
| 30 de dezembro de 2016  | GameReactor.sva - Årets spel 2016                                  | Jogo do Ano                                                             | Uncharted 4: A Thief's End                                   | Segundo         | [ 223 ]                                         |
| 31 de dezembro de 2016  | Eurogamer.pt - Escolhas dos Leitores os 10 Melhores do Ano de 2016 | Jogo do Ano                                                             | Uncharted 4: A Thief's End                                   | Venceu          | [ 42 ]                                          |
| 31 de dezembro de 2016  | Pixelburg - Games of The Year 2016                                 | Melhor Momento                                                          | Navio Pirata - Uncharted 4: A Thief's End                    | Segundo         | [ 224 ]                                         |
| 31 de dezembro de 2016  | Pixelburg - Games of The Year 2016                                 | Melhor Momento                                                          | A Mesa redonda da Cidade Pirata - Uncharted 4: A Thief's End | Quinto          | [ 224 ]                                         |
| 31 de dezembro de 2016  | Pixelburg - Games of The Year 2016                                 | Melhor Óptica                                                           | Uncharted 4: A Thief's End                                   | Segundo         | [ 224 ]                                         |
| 31 de dezembro de 2016  | Pixelburg - Games of The Year 2016                                 | Jogo do Ano                                                             | Uncharted 4: A Thief's End                                   | Quarto          | [ 224 ]                                         |
| 31 de dezembro de 2016  | RPP Noticias - Los 10 mejores videojuegos del 2016                 | Jogo do Ano                                                             | Uncharted 4: A Thief's End                                   | Segundo         | [ 225 ]                                         |
| 31 de dezembro de 2016  | GameReactor.no - Årets spill 2016                                  | Jogo do Ano                                                             | Uncharted 4: A Thief's End                                   | Venceu          | [ 226 ]                                         |
| 31 de dezembro de 2016  | Poligamia.pl - 30 najlepszych gier 2016 roku według                | Jogo do Ano                                                             | Uncharted 4: A Thief's End                                   | Segundo         | [ 227 ]                                         |
| 31 de dezembro de 2016  | HobbyConsolas - Top 10 los mejores juegos de 2016                  | Jogo do Ano                                                             | Uncharted 4: A Thief's End                                   | Venceu          | [ 228 ]                                         |
| 31 de dezembro de 2016  | JagatPlay: Game of the Year 2016                                   | Melhor Ação-aventura                                                    | Uncharted 4: A Thief's End                                   | Venceu          | [ 229 ]                                         |
| 31 de dezembro de 2016  | JagatPlay: Game of the Year 2016                                   | Melhor Personagem Masculino                                             | Nathan Drake                                                 | Venceu          | [ 229 ]                                         |
| 31 de dezembro de 2016  | JagatPlay: Game of the Year 2016                                   | Melhor Qualidade Gráfica                                                | Uncharted 4: A Thief's End                                   | Venceu          | [ 229 ]                                         |
| 31 de dezembro de 2016  | The Telegraph - The 10 best video games of 2016                    | Jogo do Ano                                                             | Uncharted 4: A Thief's End                                   | Sexto           | [ 230 ]                                         |
| 31 de dezembro de 2016  | Spieletippes - GOTY 2016                                           | Jogo do Ano                                                             | Uncharted 4: A Thief's End                                   | Venceu          | [ 231 ]                                         |
| 31 de dezembro de 2016  | Eurogamer.it - Il gioco dell'anno 2016 Secondo i lettori           | Jogo do Ano                                                             | Uncharted 4: A Thief's End                                   | Venceu          | [ 43 ]                                          |
| 31 de dezembro de 2016  | Videogamer Italia Awards 2016                                      | Melhor Narração                                                         | Uncharted 4: A Thief's End                                   | Venceu          | [ 232 ]                                         |
| 31 de dezembro de 2016  | Videogamer Italia Awards 2016                                      | Melhor Ação/Aventura                                                    | Uncharted 4: A Thief's End                                   | Venceu          | [ 232 ]                                         |
| 31 de dezembro de 2016  | Videogamer Italia Awards 2016                                      | Jogo do Ano                                                             | Uncharted 4: A Thief's End                                   | terceiro        | [ 232 ]                                         |
| 31 de dezembro de 2016  | Gamereactor.dk Game of the Year 2016                               | Jogo do Ano                                                             | Uncharted 4: A Thief's End                                   | Venceu          | [ 233 ]                                         |
| 31 de dezembro de 2016  | NGB’s Game of the Year 2016                                        | Jogo do Ano                                                             | Uncharted 4: A Thief's End                                   | Venceu          | [ 234 ]                                         |
| 31 de dezembro de 2016  | JeuxCapt - 2016 Les Meilleurs Jeux de L'année                      | Jogo do Ano                                                             | Uncharted 4: A Thief's End                                   | Segundo         | [ 235 ]                                         |
| 31 de dezembro de 2016  | 4players.de - Spiele des hares 2016                                | Jogo do Ano - Escolha do leitor                                         | Uncharted 4: A Thief's End                                   | Venceu          | [ 236 ]                                         |
| 31 de dezembro de 2016  | 4players.de - Spiele des hares 2016                                | Melhor Gráfico (Técnico)                                                | Uncharted 4: A Thief's End                                   | Venceu          | [ 236 ]                                         |
| 31 de dezembro de 2016  | 4players.de - Spiele des hares 2016                                | Melhor Localização                                                      | Uncharted 4: A Thief's End                                   | Venceu          | [ 236 ]                                         |
| 31 de dezembro de 2016  | 4players.de - Spiele des hares 2016                                | Melhor História (Direção)                                               | Uncharted 4: A Thief's End                                   | Venceu          | [ 236 ]                                         |
| 31 de dezembro de 2016  | Maniac.de - Spiele des hares 2016                                  | Jogo do Ano - Escolha do leitor                                         | Uncharted 4: A Thief's End                                   | Venceu          | [ 237 ]                                         |
| 31 de dezembro de 2016  | TheSixthAxis - Game Of The Year 201                                | Jogo do Ano                                                             | Uncharted 4: A Thief's End                                   | Indicado        | [ 238 ]                                         |
| 31 de dezembro de 2016  | TheSixthAxis - Game Of The Year 201                                | Melhor Design Visual                                                    | Uncharted 4: A Thief's End                                   | Venceu          | [ 238 ]                                         |
| 31 de dezembro de 2016  | TheSixthAxis - Game Of The Year 201                                | Melhor Personagem                                                       | Nadine Ross                                                  | Venceu          | [ 238 ]                                         |
| 31 de dezembro de 2016  | TheSixthAxis - Game Of The Year 201                                | Melhor Ação/Aventura                                                    | Uncharted 4: A Thief's End                                   | Venceu          | [ 238 ]                                         |
| 31 de dezembro de 2016  | InsideGamer - Community Top 50                                     | Jogo do Ano                                                             | Uncharted 4: A Thief's End                                   | Segundo         | [ 239 ]                                         |
| 31 de dezembro de 2016  | Gamingbolt - Game of the Year 2016                                 | Jogo do Ano                                                             | Uncharted 4: A Thief's End                                   | Venceu          | [ 240 ]                                         |
| 31 de dezembro de 2016  | Gamereactor.it - Game of the Year 2016                             | Jogo do Ano                                                             | Uncharted 4: A Thief's End                                   | Venceu          | [ 241 ]                                         |
| 31 de dezembro de 2016  | Gamereactor.it - Game of the Year 2016 Scegliere il giocatore.     | Jogo do Ano                                                             | Uncharted 4: A Thief's End                                   | Venceu          | [ 242 ]                                         |
| 31 de dezembro de 2016  | Power Up Gaming’s Game of the Year 2016                            | Jogo do Ano                                                             | Uncharted 4: A Thief's End                                   | Indicado        | [ 243 ]                                         |
| 31 de dezembro de 2016  | Stevivor - Readers’ Choice 2016 Game of the Year                   | Jogo do Ano                                                             | Uncharted 4: A Thief's End                                   | Venceu          | [ 244 ]                                         |
| 31 de dezembro de 2016  | Stevivor - Readers’ Choice 2016 Game of the Year                   | Melhor Jogo de Ação-aventura                                            | Uncharted 4: A Thief's End                                   | Venceu          | [ 244 ]                                         |
| 31 de dezembro de 2016  | Eurogamer readers' top 50 games of 2016                            | Jogo do Ano                                                             | Uncharted 4: A Thief's End                                   | Venceu          | [ 44 ]                                          |
| 31 de dezembro de 2016  | 2016 Golden Buddha Video Game Awards                               | Melhor Exclusivo da Sony                                                | Uncharted 4: A Thief's End                                   | Venceu          | [ 245 ]                                         |
| 31 de dezembro de 2016  | Gamecensor - Beste Games Van Het Jaar Zijn 2016                    | Jogo do Ano                                                             | Uncharted 4: A Thief's End                                   | Venceu          | [ 246 ]                                         |
| 31 de dezembro de 2016  | SmashPad’s Top 10 Games of 2016                                    | jogo do Ano                                                             | Uncharted 4: A Thief's End                                   | Venceu          | [ 247 ]                                         |
| 31 de dezembro de 2016  | CtrlAltElite Games of the Year 2016                                | Melhor jogo de Aventura                                                 | Uncharted 4: A Thief's End                                   | Venceu          | [ 248 ]                                         |
| 31 de dezembro de 2016  | GamersGlobal - Top Ten 2016                                        | Jogo do Ano                                                             | Uncharted 4: A Thief's End                                   | Venceu          | [ 249 ]                                         |
| 31 de dezembro de 2016  | Game2.0 - Ta 10 kalýtera paichnídia tou 2016                       | Jogo do Ano                                                             | Uncharted 4: A Thief's End                                   | Venceu          | [ 250 ]                                         |
| 31 de dezembro de 2016  | Niubie - Juego del Año                                             | Jogo do Ano                                                             | Uncharted 4: A Thief's End                                   | Venceu          | [ 251 ]                                         |
| 1 de janeiro de 2017    | Playground.ru - Luchshiye igry 2016 goda                           | Jogo do Ano                                                             | Uncharted 4: A Thief's End                                   | Venceu          | [ 252 ]                                         |
| 1 de janeiro de 2017    | GameParty - Top 10 2016                                            | Jogo do Ano                                                             | Uncharted 4: A Thief's End                                   | Segundo         | [ 253 ]                                         |
| 1 de janeiro de 2017    | TheSixthAxis Community Game Of The Year 2016 Winners               | Melhor Single-Player                                                    | Uncharted 4: A Thief's End                                   | Venceu          | [ 254 ]                                         |
| 1 de janeiro de 2017    | TheSixthAxis Community Game Of The Year 2016 Winners               | Jogo do Ano                                                             | Uncharted 4: A Thief's End                                   | Venceu          | [ 254 ]                                         |
| 1 de janeiro de 2017    | Entertainment.ie - The 10 Best Games Of 2016                       | Jogo do Ano                                                             | Uncharted 4: A Thief's End                                   | Terceiro        | [ 255 ]                                         |
| 1 de janeiro de 2017    | DualShocker's Game of The Year 2016 Awards                         | Jogo do Ano - Escolha dos Leitores                                      | Uncharted 4: A Thief's End                                   | Segundo         | [ 256 ]                                         |
| 1 de janeiro de 2017    | DualShocker's Game of The Year 2016 Awards                         | Jogo do Ano                                                             | Uncharted 4: A Thief's End                                   | Segundo         | [ 256 ]                                         |
| 1 de janeiro de 2017    | DualShocker's Game of The Year 2016 Awards                         | Melhor Jogo de PlayStation 4                                            | Uncharted 4: A Thief's End                                   | Venceu          | [ 256 ]                                         |
| 1 de janeiro de 2017    | DualShocker's Game of The Year 2016 Awards                         | Melhor Jogo de First Party                                              | Uncharted 4: A Thief's End                                   | Venceu          | [ 256 ]                                         |
| 1 de janeiro de 2017    | DualShocker's Game of The Year 2016 Awards                         | Melhor Ação/Aventura                                                    | Uncharted 4: A Thief's End                                   | Venceu          | [ 256 ]                                         |
| 1 de janeiro de 2017    | DualShocker's Game of The Year 2016 Awards                         | Melhores Gráficos/Tecnologia                                            | Uncharted 4: A Thief's End                                   | Venceu          | [ 256 ]                                         |
| 1 de janeiro de 2017    | DualShocker's Game of The Year 2016 Awards                         | Melhor História                                                         | Uncharted 4: A Thief's End                                   | Venceu          | [ 256 ]                                         |
| 1 de janeiro de 2017    | DualShocker's Game of The Year 2016 Awards                         | Melhor Personagem                                                       | Nathan Drake                                                 | Venceu          | [ 256 ]                                         |
| 1 de janeiro de 2017    | DualShocker's Game of The Year 2016 Awards                         | Melhor Performance/Dublagem                                             | Nolan North como Nathan Drake                                | Venceu          | [ 256 ]                                         |
| 1 de janeiro de 2017    | DualShocker's Game of The Year 2016 Awards                         | Sentimentos mais Intensos                                               | Uncharted 4: A Thief's End                                   | Segundo         | [ 256 ]                                         |
| 1 de janeiro de 2017    | DualShocker's Game of The Year 2016 Awards                         | Melhor Estúdio                                                          | Naughty Dog                                                  | Empate          | [ 256 ]                                         |
| 2 de janeiro de 2017    | Insomnia - Ta kalýtera videogames tou 2016                         | Jogo do Ano                                                             | Uncharted 4: A Thief's End                                   | Venceu          | [ 257 ]                                         |
| 2 de janeiro de 2017    | Insomnia - Ta kalýtera videogames tou 2016                         | Melhor Exclusivo de PS4                                                 | Uncharted 4: A Thief's End                                   | Venceu          | [ 257 ]                                         |
| 2 de janeiro de 2017    | Insomnia - Ta kalýtera videogames tou 2016                         | Melhor Estúdio / Empresa do Ano                                         | Uncharted 4: A Thief's End                                   | Venceu          | [ 257 ]                                         |
| 2 de janeiro de 2017    | DarkZero - Best Games of 2016                                      | Jogo do Ano                                                             | Uncharted 4: A Thief's End                                   | Segundo         | [ 258 ]                                         |
| 2 de janeiro de 2017    | GamAlive Awards 2016                                               | Melhor Jogo de Ação/Aventura                                            | Uncharted 4: A Thief's End                                   | Segundo         | [ 259 ]                                         |
| 2 de janeiro de 2017    | GamAlive Awards 2016                                               | Melhor Cenário                                                          | Uncharted 4: A Thief's End                                   | Segundo         | [ 260 ]                                         |
| 2 de janeiro de 2017    | GamAlive Awards 2016                                               | Jogo do Ano                                                             | Uncharted 4: A Thief's End                                   | Venceu          | [ 261 ]                                         |
| 2 de janeiro de 2017    | 3DNews - 2016 goda: samyye yarkiye igry                            | Jogo do Ano                                                             | Uncharted 4: A Thief's End                                   | Terceiro        | [ 262 ]                                         |
| 2 de janeiro de 2017    | IGN.sve - Årets Spel 2016                                          | Jogo do Ano                                                             | Uncharted 4: A Thief's End                                   | Venceu          | [ 38 ]                                          |
| 2 de janeiro de 2017    | Nerd Reactor - Best of 2016 Awards                                 | Melhor Jogo de Ação-Aventura                                            | Uncharted 4: A Thief's End                                   | Venceu          | [ 263 ]                                         |
| 2 de janeiro de 2017    | Nerd Reactor - Best of 2016 Awards                                 | Melhor Exclusivo de PlayStation                                         | Uncharted 4: A Thief's End                                   | Venceu          | [ 263 ]                                         |
| 2 de janeiro de 2017    | Gamerweb - Najlepsze gry 2016 roku                                 | Jogo do Ano                                                             | Uncharted 4: A Thief's End                                   | Segundo         | [ 264 ]                                         |
| 3 de janeiro de 2017    | MONG'S Game of the Year 2016                                       | Melhor Jogo de Ação/Aventura                                            | Uncharted 4: A Thief's End                                   | Venceu          | [ 265 ]                                         |
| 3 de janeiro de 2017    | MONG'S Game of the Year 2016                                       | Melhor Visual                                                           | Uncharted 4: A Thief's End                                   | Venceu          | [ 265 ]                                         |
| 3 de janeiro de 2017    | MONG'S Game of the Year 2016                                       | Melhor História                                                         | Uncharted 4: A Thief's End                                   | Venceu          | [ 265 ]                                         |
| 3 de janeiro de 2017    | MONG'S Game of the Year 2016                                       | Jogo do Ano                                                             | Uncharted 4: A Thief's End                                   | Indicado        | [ 265 ]                                         |
| 3 de janeiro de 2017    | Gamekapocs - 2016 legjobb játékai                                  | Melhor Jogo de Ação/Aventura                                            | Uncharted 4: A Thief's End                                   | Venceu          | [ 266 ]                                         |
| 3 de janeiro de 2017    | Gamekapocs - 2016 legjobb játékai                                  | Desenvolvedora do Ano                                                   | Naughty Dog                                                  | Venceu          | [ 266 ]                                         |
| 3 de janeiro de 2017    | Gamekapocs - 2016 legjobb játékai                                  | Jogo do Ano                                                             | Uncharted 4: A Thief's End                                   | Venceu          | [ 266 ]                                         |
| 3 de janeiro de 2017    | Games.CH - Best of 2016                                            | Jogo do Ano                                                             | Uncharted 4: A Thief's End                                   | Venceu          | [ 267 ]                                         |
| 3 de janeiro de 2017    | Games.CH - Best of 2016                                            | Melhor Jogo de PlayStation 4                                            | Uncharted 4: A Thief's End                                   | Indicado        | [ 268 ]                                         |
| 3 de janeiro de 2017    | Dome - 15 peliä, jotka hipoivat täydellisyyttä vuonna 2016         | Jogo do Ano                                                             | Uncharted 4: A Thief's End                                   | Venceu          | [ 269 ]                                         |
| 3 de janeiro de 2017    | Goliath - The 10 Best Video Games Of 2016                          | Jogo do Ano                                                             | Uncharted 4: A Thief's End                                   | Segundo         | [ 270 ]                                         |
| 3 de janeiro de 2017    | Gameswelt-Awards 2016                                              | Jogo do Ano                                                             | Uncharted 4: A Thief's End                                   | Tterceiro       | [ 271 ]                                         |
| 3 de janeiro de 2017    | Gameswelt-Awards 2016                                              | Melhor Gráfico                                                          | Uncharted 4: A Thief's End                                   | Segundo         | [ 272 ]                                         |
| 3 de janeiro de 2017    | Gameswelt-Awards 2016                                              | Melhor Ação-Aventura                                                    | Uncharted 4: A Thief's End                                   | Venceu          | [ 273 ]                                         |
| 3 de janeiro de 2017    | Gameswelt-Awards 2016                                              | Melhor História                                                         | Uncharted 4: A Thief's End                                   | Venceu          | [ 274 ]                                         |
| 3 de janeiro de 2017    | SelectButton - Best Games of 2016                                  | Jogo do Ano                                                             | Uncharted 4: A Thief's End                                   | Venceu          | [ 275 ]                                         |
| 3 de janeiro de 2017    | SegmentNext Awards the Best Games of 2016                          | Jogo do Ano                                                             | Uncharted 4: A Thief's End                                   | Venceu          | [ 276 ]                                         |
| 3 de janeiro de 2017    | SegmentNext Awards the Best Games of 2016                          | Melhor Exclusivo do PlayStation                                         | Uncharted 4: A Thief's End                                   | Venceu          | [ 276 ]                                         |
| 3 de janeiro de 2017    | GameSpot - People's Choice Game of The Year 2016                   | Jogo do Ano                                                             | Uncharted 4: A Thief's End                                   | Venceu          | [ 277 ]                                         |
| 4 de janeiro de 2017    | Igromaniya - Luchshiye igry 2016 goda                              | Gráficos do Ano                                                         | Uncharted 4: A Thief's End                                   | Segundo         | [ 278 ]                                         |
| 4 de janeiro de 2017    | Igromaniya - Luchshiye igry 2016 goda                              | Ação do Ano                                                             | Uncharted 4: A Thief's End                                   | Segundo         | [ 279 ]                                         |
| 4 de janeiro de 2017    | Igromaniya - Luchshiye igry 2016 goda                              | Jogo do Ano                                                             | Uncharted 4: A Thief's End                                   | Venceu          | [ 280 ]                                         |
| 4 de janeiro de 2017    | TecMundo - Os melhores jogos de 2016                               | Melhor Jogo de Aventura                                                 | Uncharted 4: A Thief's End                                   | Venceu          | [ 281 ]                                         |
| 4 de janeiro de 2017    | TecMundo - Os melhores jogos de 2016                               | Melhor Jogo Localizado em Português                                     | Uncharted 4: A Thief's End                                   | Venceu          | [ 281 ]                                         |
| 4 de janeiro de 2017    | TecMundo - Os melhores jogos de 2016                               | Melhor Desenvolvedora                                                   | Naughty Dog                                                  | Venceu          | [ 281 ]                                         |
| 4 de janeiro de 2017    | TecMundo - Os melhores jogos de 2016                               | Melhor Trilha Sonora                                                    | Uncharted 4: A Thief's End                                   | Venceu          | [ 281 ]                                         |
| 4 de janeiro de 2017    | TecMundo - Os melhores jogos de 2016                               | Melhor História                                                         | Uncharted 4: A Thief's End                                   | Venceu          | [ 281 ]                                         |
| 4 de janeiro de 2017    | TecMundo - Os melhores jogos de 2016                               | Melhores Gráficos e Arte                                                | Uncharted 4: A Thief's End                                   | Venceu          | [ 281 ]                                         |
| 4 de janeiro de 2017    | TecMundo - Os melhores jogos de 2016                               | Melhor Exclusivo                                                        | Uncharted 4: A Thief's End                                   | Venceu          | [ 281 ]                                         |
| 4 de janeiro de 2017    | TecMundo - Os melhores jogos de 2016                               | Jogo do Ano                                                             | Uncharted 4: A Thief's End                                   | Venceu          | [ 281 ]                                         |
| 4 de janeiro de 2017    | Gameworld - Game of the Year 2016                                  | Jogo do Ano                                                             | Uncharted 4: A Thief's End                                   | Venceu          | [ 282 ]                                         |
| 4 de janeiro de 2017    | AlfaBetaJuega Supercopa GOTY 2016                                  | Jogo do Ano                                                             | Uncharted 4: A Thief's End                                   | Venceu          | [ 283 ]                                         |
| 4 de janeiro de 2017    | Web Wombat 2016 Game Of The Year                                   | Jogo do Ano                                                             | Uncharted 4: A Thief's End                                   | Venceu          | [ 284 ]                                         |
| 4 de janeiro de 2017    | Game Informer Best of 2016 Awards                                  | Melhor Jogo de Ação                                                     | Uncharted 4: A Thief's End                                   | Venceu          | [ 285 ]                                         |
| 4 de janeiro de 2017    | Game Informer Best of 2016 Awards                                  | Melhor Exclusivo da Sony                                                | Uncharted 4: A Thief's End                                   | Venceu          | [ 286 ]                                         |
| 4 de janeiro de 2017    | Game Informer Reader's Choice Best of 2016 Awards                  | Melhor Jogo da Sony                                                     | Uncharted 4: A Thief's End                                   | Venceu          | [ 287 ]                                         |
| 4 de janeiro de 2017    | Game Informer Reader's Choice Best of 2016 Awards                  | Melhor Jogo de Ação                                                     | Uncharted 4: A Thief's End                                   | Venceu          | [ 287 ]                                         |
| 4 de janeiro de 2017    | Les Inrocks - 10 jeux video préférés en 2016 du public             | Jogo do Ano                                                             | Uncharted 4: A Thief's End                                   | Venceu          | [ 288 ]                                         |
| 5 de janeiro de 2017    | Metacritic Users Picks The Best of 2016                            | Jogo do Ano                                                             | Uncharted 4: A Thief's End                                   | Venceu          | [ 289 ]                                         |
| 5 de janeiro de 2017    | Multiplayer.it - Il Gioco dell'Anno 2016                           | Jogo do Ano                                                             | Uncharted 4: A Thief's End                                   | Venceu          | [ 50 ]                                          |
| 5 de janeiro de 2017    | Multiplayer.it - Il Gioco dell'Anno 2016                           | Melhor Jogo de PlayStation 4                                            | Uncharted 4: A Thief's End                                   | Venceu          | [ 50 ]                                          |
| 6 de janeiro de 2017    | Game of The Year - Best of 2016 Awards - IGN                       | Jogo do Ano - Escolha do Público                                        | Uncharted 4: A Thief's End                                   | Venceu          | [ 39 ]                                          |
| 6 de janeiro de 2017    | Game of The Year - Best of 2016 Awards - IGN                       | Melhor Exclusivo de PlayStation 4                                       | Uncharted 4: A Thief's End                                   | Segundo         | [ 290 ]                                         |
| 6 de janeiro de 2017    | Game of The Year - Best of 2016 Awards - IGN                       | Melhor Exclusivo de PlayStation 4 - Escolha do Público                  | Uncharted 4: A Thief's End                                   | Venceu          | [ 290 ]                                         |
| 6 de janeiro de 2017    | TGA Game of The Year Awards 2016                                   | Jogo do Ano                                                             | Uncharted 4: A Thief's End                                   | Oitavo          | [ 291 ]                                         |
| 6 de janeiro de 2017    | Gamesource Awards                                                  | Melhor Jogo de PlayStation 4                                            | Uncharted 4: A Thief's End                                   | Venceu          | [ 292 ]                                         |
| 6 de janeiro de 2017    | Gamesource Awards                                                  | Melhor Trama                                                            | Uncharted 4: A Thief's End                                   | Venceu          | [ 292 ]                                         |
| 6 de janeiro de 2017    | Gamesource Awards                                                  | Jogo do Ano                                                             | Uncharted 4: A Thief's End                                   | Venceu          | [ 292 ]                                         |
| 6 de janeiro de 2017    | Blick - Game des Jahres 2016                                       | Jogo do Ano                                                             | Uncharted 4: A Thief's End                                   | Venceu          | [ 293 ]                                         |
| 6 de janeiro de 2017    | Gamer-Info - Luchshiye Igry 2016 Goda                              | Jogo do Ano                                                             | Uncharted 4: A Thief's End                                   | Venceu          | [ 294 ]                                         |
| 6 de janeiro de 2017    | Gamer-Info - Luchshiye Igry 2016 Goda                              | Melhor Enredo                                                           | Uncharted 4: A Thief's End                                   | Venceu          | [ 294 ]                                         |
| 6 de janeiro de 2017    | Gamer-Info - Luchshiye Igry 2016 Goda                              | Melhor Arte                                                             | Uncharted 4: A Thief's End                                   | Venceu          | [ 294 ]                                         |
| 6 de janeiro de 2017    | Gry-online - Najlepsze gry 2016 roku                               | Jogo do Ano                                                             | Uncharted 4: A Thief's End                                   | Venceu          | [ 295 ]                                         |
| 6 de janeiro de 2017    | Stay Nerd Game Awards 2016                                         | Melhor exclusivo                                                        | Uncharted 4: A Thief's End                                   | Venceu          | [ 296 ]                                         |
| 6 de janeiro de 2017    | Stay Nerd Game Awards 2016                                         | Jogo do Ano                                                             | Uncharted 4: A Thief's End                                   | Venceu          | [ 296 ]                                         |
| 7 de janeiro de 2017    | AkihabaraBlues GOTY                                                | Jogo do Ano                                                             | Uncharted 4: A Thief's End                                   | Venceu          | [ 297 ]                                         |
| 7 de janeiro de 2017    | AkihabaraBlues GOTY                                                | Jogo do Ano - Elección de la comunidade                                 | Uncharted 4: A Thief's End                                   | Venceu          | [ 297 ]                                         |
| 8 de janeiro de 2017    | NewGameNetwork of the Year Awards 2016                             | Melhor História                                                         | Uncharted 4: A Thief's End                                   | Indicado        | [ 298 ]                                         |
| 8 de janeiro de 2017    | NewGameNetwork of the Year Awards 2016                             | Melhor Gráficos (Arte)                                                  | Uncharted 4: A Thief's End                                   | Indicado        | [ 298 ]                                         |
| 8 de janeiro de 2017    | NewGameNetwork of the Year Awards 2016                             | Melhor Gráficos (Técnico)                                               | Uncharted 4: A Thief's End                                   | Venceu          | [ 298 ]                                         |
| 8 de janeiro de 2017    | NewGameNetwork of the Year Awards 2016                             | Melhor Dublagem                                                         | Uncharted 4: A Thief's End                                   | Venceu          | [ 298 ]                                         |
| 8 de janeiro de 2017    | NewGameNetwork of the Year Awards 2016                             | Personagem Mais Memóravel                                               | Nathan Drake                                                 | Indicado        | [ 298 ]                                         |
| 8 de janeiro de 2017    | NewGameNetwork of the Year Awards 2016                             | Melhor Exclusivo de PS4                                                 | Uncharted 4: A Thief's End                                   | Venceu          | [ 299 ]                                         |
| 8 de janeiro de 2017    | NewGameNetwork of the Year Awards 2016                             | Melhor Sequência Melhorada                                              | Uncharted 4: A Thief's End                                   | Venceu          | [ 299 ]                                         |
| 8 de janeiro de 2017    | NewGameNetwork of the Year Awards 2016                             | Melhor Jogo de Ação                                                     | Uncharted 4: A Thief's End                                   | Venceu          | [ 300 ]                                         |
| 8 de janeiro de 2017    | NewGameNetwork of the Year Awards 2016                             | Jogo do Ano                                                             | Uncharted 4: A Thief's End                                   | Venceu          | [ 301 ]                                         |
| 8 de janeiro de 2017    | Melhores do Ano GameVicio 2016                                     | Melhor Jogo para PlayStation 4                                          | Uncharted 4: A Thief's End                                   | Venceu          | [ 48 ]                                          |
| 8 de janeiro de 2017    | Melhores do Ano GameVicio 2016                                     | Melhor Jogo de Ação                                                     | Uncharted 4: A Thief's End                                   | Venceu          | [ 48 ]                                          |
| 8 de janeiro de 2017    | Melhores do Ano GameVicio 2016                                     | Melhor Jogo em Terceira Pessoa                                          | Uncharted 4: A Thief's End                                   | Venceu          | [ 48 ]                                          |
| 8 de janeiro de 2017    | Melhores do Ano GameVicio 2016                                     | Melhor Visual                                                           | Uncharted 4: A Thief's End                                   | Venceu          | [ 48 ]                                          |
| 8 de janeiro de 2017    | Melhores do Ano GameVicio 2016                                     | Melhor Trilha Sonora                                                    | Uncharted 4: A Thief's End                                   | Terceiro        | [ 48 ]                                          |
| 8 de janeiro de 2017    | Melhores do Ano GameVicio 2016                                     | Melhor Narrativa                                                        | Uncharted 4: A Thief's End                                   | Venceu          | [ 48 ]                                          |
| 8 de janeiro de 2017    | Melhores do Ano GameVicio 2016                                     | Melhor Personagem Masculino                                             | Nathan Drake                                                 | Venceu          | [ 48 ]                                          |
| 8 de janeiro de 2017    | Melhores do Ano GameVicio 2016                                     | Melhor Personagem Feminino                                              | Elena Fisher                                                 | Venceu          | [ 48 ]                                          |
| 8 de janeiro de 2017    | Melhores do Ano GameVicio 2016                                     | Melhor Vilão                                                            | Nadine Ross                                                  | Terceiro        | [ 48 ]                                          |
| 8 de janeiro de 2017    | Melhores do Ano GameVicio 2016                                     | Melhor Estúdio                                                          | Naughty Dog                                                  | Venceu          | [ 48 ]                                          |
| 8 de janeiro de 2017    | Melhores do Ano GameVicio 2016                                     | Jogo do Ano                                                             | Uncharted 4: A Thief's End                                   | Venceu          | [ 48 ]                                          |
| 9 de janeiro de 2017    | Najlepšie hry roka 2016 podľa Živé.sk                              | Melhor Narrativa                                                        | Uncharted 4: A Thief's End                                   | Venceu          | [ 302 ]                                         |
| 9 de janeiro de 2017    | Everyeye Il Gioco dell'Anno 2016                                   | Jogo do Ano                                                             | Uncharted 4: A Thief's End                                   | Venceu          | [ 303 ]                                         |
| 9 de janeiro de 2017    | Everyeye Il Gioco dell'Anno 2016                                   | Jogo do Ano - Escolha dos Leitores                                      | Uncharted 4: A Thief's End                                   | Venceu          | [ 303 ]                                         |
| 9 de janeiro de 2017    | Everyeye Il Gioco dell'Anno 2016                                   | Melhor Exclusivo de PS4 - Escolha dos Leitores                          | Uncharted 4: A Thief's End                                   | Venceu          | [ 303 ]                                         |
| 9 de janeiro de 2017    | Everyeye Il Gioco dell'Anno 2016                                   | Melhor Grafico                                                          | Uncharted 4: A Thief's End                                   | Venceu          | [ 304 ]                                         |
| 9 de janeiro de 2017    | Everyeye Il Gioco dell'Anno 2016                                   | Melhor Grafico - Escolha dos Leitores                                   | Uncharted 4: A Thief's End                                   | Venceu          | [ 304 ]                                         |
| 9 de janeiro de 2017    | Everyeye Il Gioco dell'Anno 2016                                   | Melhor Roteiro - Escolha dos Leitores                                   | Uncharted 4: A Thief's End                                   | Venceu          | [ 304 ]                                         |
| 9 de janeiro de 2017    | Everyeye Il Gioco dell'Anno 2016                                   | Melhor Roteiro                                                          | Uncharted 4: A Thief's End                                   | Venceu          | [ 304 ]                                         |
| 9 de janeiro de 2017    | Everyeye Il Gioco dell'Anno 2016                                   | Melhor Personagem - Escolha dos Leitores                                | Nathan Drake                                                 | Venceu          | [ 304 ]                                         |
| 9 de janeiro de 2017    | Everyeye Il Gioco dell'Anno 2016                                   | Melhor Ação/Aventura                                                    | Uncharted 4: A Thief's End                                   | Venceu          | [ 304 ]                                         |
| 9 de janeiro de 2017    | Everyeye Il Gioco dell'Anno 2016                                   | Melhor Ação/Aventura - Escolha dos Leitores                             | Uncharted 4: A Thief's End                                   | Venceu          | [ 304 ]                                         |
| 9 de janeiro de 2017    | Pruwp.de Spiel des Jahres 2016                                     | Jogo do Ano                                                             | Uncharted 4: A Thief's End                                   | Venceu          | [ 305 ]                                         |
| 9 de janeiro de 2017    | 4Gamers Game of the Year 2016                                      | Melhor Jogo PlayStation em Geral                                        | Uncharted 4: A Thief's End                                   | Venceu          | [ 306 ]                                         |
| 9 de janeiro de 2017    | 4Gamers Game of the Year 2016                                      | Melhor Jogo Exclusivo para PlayStation                                  | Uncharted 4: A Thief's End                                   | Venceu          | [ 306 ]                                         |
| 9 de janeiro de 2017    | 4Gamers Game of the Year 2016                                      | Jogo do Ano                                                             | Uncharted 4: A Thief's End                                   | Indicado        | [ 306 ]                                         |
| 10 de janeiro de 2017   | Forbes - The 10 Best Video Games Of 2016                           | Jogo do Ano                                                             | Uncharted 4: A Thief's End                                   | Quarto          | [ 307 ]                                         |
| 10 de janeiro de 2017   | derStandard.at - User-Voting: Die 50 besten Games 2016             | Jogo do Ano                                                             | Uncharted 4: A Thief's End                                   | Segundo         | [ 308 ]                                         |
| 10 de janeiro de 2017   | PressFire.no - Årets Spill 2016                                    | Melhor Ação-aventura                                                    | Uncharted 4: A Thief's End                                   | Venceu          | [ 309 ]                                         |
| 11 de janeiro de 2017   | Gamezilli - 20 najlepszych gier 2016 roku                          | Jogo do Ano                                                             | Uncharted 4: A Thief's End                                   | Terceiro        | [ 310 ]                                         |
| 11 de janeiro de 2017   | Hey Poor Player's Top 25 Games of 2016                             | Jogo do Ano                                                             | Uncharted 4: A Thief's End                                   | Segundo         | [ 311 ]                                         |
| 12 de janeiro de 2017   | PlayStation.Blog Game of the Year 2016                             | Melhor Jogo de PS4                                                      | Uncharted 4: A Thief's End                                   | Venceu          | [ 312 ]                                         |
| 12 de janeiro de 2017   | PlayStation.Blog Game of the Year 2016                             | Melhor História                                                         | Uncharted 4: A Thief's End                                   | Venceu          | [ 312 ]                                         |
| 12 de janeiro de 2017   | PlayStation.Blog Game of the Year 2016                             | Melhor Performance                                                      | Nolan North como Nathan Drake                                | Venceu          | [ 312 ]                                         |
| 12 de janeiro de 2017   | PlayStation.Blog Game of the Year 2016                             | Melhor Performance                                                      | Emily Rose como Elena Fisher                                 | Terceiro        | [ 312 ]                                         |
| 12 de janeiro de 2017   | PlayStation.Blog Game of the Year 2016                             | Melhor Trilha Sonora                                                    | Uncharted 4: A Thief's End                                   | Venceu          | [ 312 ]                                         |
| 12 de janeiro de 2017   | PlayStation.Blog Game of the Year 2016                             | Melhor Visual                                                           | Uncharted 4: A Thief's End                                   | Venceu          | [ 312 ]                                         |
| 12 de janeiro de 2017   | PlayStation.Blog Game of the Year 2016                             | Melhor Multiplayer                                                      | Uncharted 4: A Thief's End                                   | Terceiro        | [ 312 ]                                         |
| 12 de janeiro de 2017   | PlayStation.Blog Game of the Year 2016                             | Melhor Conteúdo Após o Lançamento                                       | Uncharted 4: A Thief's End                                   | Segundo         | [ 312 ]                                         |
| 12 de janeiro de 2017   | PlayStation.Blog Game of the Year 2016                             | Estúdio do Ano                                                          | Naughty Dog                                                  | Venceu          | [ 312 ]                                         |
| 13 de janeiro de 2017   | Gameplanet Players' Choice Game of the Year Awards 2016            | Jogo do Ano                                                             | Uncharted 4: A Thief's End                                   | Quarto          | [ 313 ]                                         |
| 13 de janeiro de 2017   | VGChartz - Game of The Year 2016                                   | Jogo do Ano                                                             | Uncharted 4: A Thief's End                                   | Venceu          | [ 314 ]                                         |
| 13 de janeiro de 2017   | MonsterVine Game of the Year 2016                                  | Jogo do Ano                                                             | Uncharted 4: A Thief's End                                   | Venceu          | [ 315 ]                                         |
| 13 de janeiro de 2017   | UndercoverNetwork - De Games Top 50 van 2016                       | Jogo do Ano                                                             | Uncharted 4: A Thief's End                                   | Quarto          | [ 316 ]                                         |
| 13 de janeiro de 2017   | Talk Amongst Yourselves - Game of the Year For 2016                | Jogo do Ano                                                             | Uncharted 4: A Thief's End                                   | Quarto          | [ 317 ]                                         |
| 13 de janeiro de 2017   | IGN - Best of 2016 Awards                                          | Jogo do Ano                                                             | Uncharted 4: A Thief's End                                   | Segundo         | [ 318 ] [ 319 ] [ 320 ] [ 321 ] [ 322 ] [ 323 ] |
| 13 de janeiro de 2017   | IGN - Best of 2016 Awards                                          | Jogo do Ano do PlayStation 4                                            | Uncharted 4: A Thief's End                                   | Segundo         | [ 318 ] [ 319 ] [ 320 ] [ 321 ] [ 322 ] [ 323 ] |
| 13 de janeiro de 2017   | IGN - Best of 2016 Awards                                          | Melhor Jogo de Ação-aventura                                            | Uncharted 4: A Thief's End                                   | Segundo         | [ 318 ] [ 319 ] [ 320 ] [ 321 ] [ 322 ] [ 323 ] |
| 13 de janeiro de 2017   | IGN - Best of 2016 Awards                                          | Melhor Visual                                                           | Uncharted 4: A Thief's End                                   | Venceu          | [ 318 ] [ 319 ] [ 320 ] [ 321 ] [ 322 ] [ 323 ] |
| 13 de janeiro de 2017   | IGN - Best of 2016 Awards                                          | Melhor Música Original                                                  | Uncharted 4: A Thief's End                                   | Indicado        | [ 318 ] [ 319 ] [ 320 ] [ 321 ] [ 322 ] [ 323 ] |
| 13 de janeiro de 2017   | IGN - Best of 2016 Awards                                          | Melhor História                                                         | Uncharted 4: A Thief's End                                   | Segundo         | [ 318 ] [ 319 ] [ 320 ] [ 321 ] [ 322 ] [ 323 ] |
| 13 de janeiro de 2017   | IGN - Best of 2016 Awards People's Choice                          | Jogo do Ano                                                             | Uncharted 4: A Thief's End                                   | Venceu          | [ 318 ] [ 319 ] [ 320 ] [ 321 ] [ 322 ] [ 323 ] |
| 13 de janeiro de 2017   | IGN - Best of 2016 Awards People's Choice                          | Jogo do Ano do PlayStation 4                                            | Uncharted 4: A Thief's End                                   | Venceu          | [ 318 ] [ 319 ] [ 320 ] [ 321 ] [ 322 ] [ 323 ] |
| 13 de janeiro de 2017   | IGN - Best of 2016 Awards People's Choice                          | Melhor Jogo de Ação-aventura                                            | Uncharted 4: A Thief's End                                   | Venceu          | [ 318 ] [ 319 ] [ 320 ] [ 321 ] [ 322 ] [ 323 ] |
| 13 de janeiro de 2017   | IGN - Best of 2016 Awards People's Choice                          | Melhor Visual                                                           | Uncharted 4: A Thief's End                                   | Venceu          | [ 318 ] [ 319 ] [ 320 ] [ 321 ] [ 322 ] [ 323 ] |
| 13 de janeiro de 2017   | IGN - Best of 2016 Awards People's Choice                          | Melhor História                                                         | Uncharted 4: A Thief's End                                   | Venceu          | [ 318 ] [ 319 ] [ 320 ] [ 321 ] [ 322 ] [ 323 ] |
| 13 de janeiro de 2017   | CinemaBlend - Top 10 Video Games Of 2016                           | Jogo do Ano                                                             | Uncharted 4: A Thief's End                                   | Segundo         | [ 324 ]                                         |
| 13 de janeiro de 2017   | We Got This Covered's Game Of The Year Awards 2016                 | Jogo do Ano                                                             | Uncharted 4: A Thief's End                                   | Terceiro        | [ 325 ]                                         |
| 13 de janeiro de 2017   | Game Rant’s Top 10 Games of 2016                                   | Jogo do Ano                                                             | Uncharted 4: A Thief's End                                   | Segundo         | [ 326 ]                                         |
| 16 de janeiro de 2017   | Hardware Upgrade - Migliori Videogiochi del 2016                   | Jogo do Ano                                                             | Uncharted 4: A Thief's End                                   | Quarto          | [ 327 ]                                         |
| 17 de janeiro de 2017   | Enter.co - Mejor Videojuego de 2016                                | Melhor Jogo de 2016 - Escolha dos Leitores                              | Uncharted 4: A Thief's End                                   | Venceu          | [ 328 ]                                         |
| 20 de janeiro de 2017   | NY Game Awards ’17                                                 | Jogo do Ano                                                             | Uncharted 4: A Thief's End                                   | Venceu          | [ 329 ]                                         |
| 20 de janeiro de 2017   | VANDAL - Mejor Juego de 2016                                       | Jogo do Ano                                                             | Uncharted 4: A Thief's End                                   | Venceu          | [ 330 ]                                         |
| 20 de janeiro de 2017   | 2016 TechRaptor Awards                                             | Jogo do Ano                                                             | Uncharted 4: A Thief's End                                   | Terceiro        | [ 331 ]                                         |
| 20 de janeiro de 2017   | Sector - Najlepšie hry roka 2016                                   | Jogo do Ano                                                             | Uncharted 4: A Thief's End                                   | Venceu          | [ 332 ]                                         |
| 20 de janeiro de 2017   | Sector - Najlepšie hry roka 2016                                   | Jogo Exclusivo de PS4                                                   | Uncharted 4: A Thief's End                                   | Venceu          | [ 332 ]                                         |
| 20 de janeiro de 2017   | Sector - Najlepšie hry roka 2016                                   | Jogo de Ação/Aventura                                                   | Uncharted 4: A Thief's End                                   | Venceu          | [ 332 ]                                         |
| 20 de janeiro de 2017   | Play Legit 2016 Awards                                             | Melhor Jogo de Ação/Aventura                                            | Uncharted 4: A Thief's End                                   | Venceu          | [ 333 ]                                         |
| 20 de janeiro de 2017   | Play Legit 2016 Awards                                             | Melhores Gráficos de 2016                                               | Uncharted 4: A Thief's End                                   | Venceu          | [ 333 ]                                         |
| 20 de janeiro de 2017   | Play Legit 2016 Awards                                             | Melhor Atriz de 2016                                                    | Emily Rose como Elena Fisher                                 | Venceu          | [ 333 ]                                         |
| 20 de janeiro de 2017   | Play Legit 2016 Awards                                             | Melhor Ator                                                             | Nolan North como Nathan Drake                                | Segundo         | [ 333 ]                                         |
| 20 de janeiro de 2017   | Play Legit 2016 Awards                                             | Melhor Jogo de PlayStation 4                                            | Uncharted 4: A Thief's End                                   | Venceu          | [ 333 ]                                         |
| 20 de janeiro de 2017   | Play Legit 2016 Awards                                             | Jogo do Ano                                                             | Uncharted 4: A Thief's End                                   | Venceu          | [ 333 ]                                         |
| 20 de janeiro de 2017   | VG24 Game of the Year 2016                                         | Jogo do Ano                                                             | Uncharted 4: A Thief's End                                   | Venceu          | [ 334 ]                                         |
| 20 de janeiro de 2017   | VG24 Game of the Year 2016                                         | Melhor Jogo de PlayStation 4                                            | Uncharted 4: A Thief's End                                   | Venceu          | [ 334 ]                                         |
| 20 de janeiro de 2017   | VG24 Game of the Year 2016                                         | Melhor experiência Single Player                                        | Uncharted 4: A Thief's End                                   | Venceu          | [ 334 ]                                         |
| 20 de janeiro de 2017   | VG24 Game of the Year 2016                                         | Melhor Experiência Multiplayer                                          | Uncharted 4: A Thief's End                                   | Indicado        | [ 334 ]                                         |
| 20 de janeiro de 2017   | VG24 Game of the Year 2016                                         | Melhores gráficos em Jogo                                               | Uncharted 4: A Thief's End                                   | Venceu          | [ 334 ]                                         |
| 21 de janeiro de 2017   | Writers Guild of America Awards 2017                               | Desempenho Excepcional em Narrativa de Videogame                        | Uncharted 4: A Thief's End                                   | Venceu          | [ 29 ]                                          |
| 21 de janeiro de 2017   | NeoGAF Games of the Year 2016 Awards                               | Jogo do Ano                                                             | Uncharted 4: A Thief's End                                   | Venceu          | [ 335 ]                                         |
| 21 de janeiro de 2017   | NeoGAF Games of the Year 2016 Awards                               | Jogo do Ano do PlayStation 4                                            | Uncharted 4: A Thief's End                                   | Venceu          | [ 335 ]                                         |
| 21 de janeiro de 2017   | NeoGAF Games of the Year 2016 Awards                               | Aventura do Ano                                                         | Uncharted 4: A Thief's End                                   | Venceu          | [ 335 ]                                         |
| 21 de janeiro de 2017   | NeoGAF Games of the Year 2016 Awards                               | Apelação Generalizada                                                   | Uncharted 4: A Thief's End                                   | Venceu          | [ 335 ]                                         |
| 21 de janeiro de 2017   | NeoGAF Games of the Year 2016 Awards                               | Paixão                                                                  | Uncharted 4: A Thief's End                                   | Venceu          | [ 335 ]                                         |
| 21 de janeiro de 2017   | NeoGAF Games of the Year 2016 Awards                               | Alta Qualidade                                                          | Uncharted 4: A Thief's End                                   | Sexto           | [ 335 ]                                         |
| 21 de janeiro de 2017   | FrazPC - Najlepsze Produkty Roku 2016                              | Jogo do Ano                                                             | Uncharted 4: A Thief's End                                   | Segundo         | [ 336 ]                                         |
| 21 de janeiro de 2017   | Gameliner Awards                                                   | Jogo do Ano                                                             | Uncharted 4: A Thief's End                                   | Venceu          | [ 337 ]                                         |
| 21 de janeiro de 2017   | Sector - Čitateľská hra roka 2016                                  | Jogo do Ano                                                             | Uncharted 4: A Thief's End                                   | Quarto          | [ 338 ]                                         |
| 21 de janeiro de 2017   | Sector - Čitateľská hra roka 2016                                  | Melhor Jogo de PS4                                                      | Uncharted 4: A Thief's End                                   | Venceu          | [ 338 ]                                         |
| 25 de janeiro de 2017   | Gaming Trend’s Top 10 Games of 2016                                | Jogo do Ano                                                             | Uncharted 4: A Thief's End                                   | Venceu          | [ 339 ]                                         |
| 25 de janeiro de 2017   | GiantBomb - Community Game Of The Year 2016                        | Jogo do Ano                                                             | Uncharted 4: A Thief's End                                   | Quinto          | [ 340 ]                                         |
| 26 de janeiro de 2017   | Console-Tribe Award 2016                                           | Melhor Ação                                                             | Uncharted 4: A Thief's End                                   | Venceu          | [ 341 ]                                         |
| 26 de janeiro de 2017   | Console-Tribe Award 2016                                           | Melhor Exclusivo de PlayStation 4                                       | Uncharted 4: A Thief's End                                   | Venceu          | [ 341 ]                                         |
| 26 de janeiro de 2017   | Console-Tribe Award 2016                                           | Melhor Desenvolvedora                                                   | Naughty Dog                                                  | Venceu          | [ 341 ]                                         |
| 26 de janeiro de 2017   | Console-Tribe Award 2016                                           | Jogo do Ano                                                             | Uncharted 4: A Thief's End                                   | Venceu          | [ 341 ]                                         |
| 27 de janeiro de 2017   | Game of the Year 2016: GP's Top 10                                 | Jogo do Ano                                                             | Uncharted 4: A Thief's End                                   | Venceu          | [ 342 ]                                         |
| 30 de janeiro de 2017   | GAMER.no - Spill Favoritter Fra 2016                               | Jogo do Ano                                                             | Uncharted 4: A Thief's End                                   | Segundo         | [ 343 ]                                         |
| 31 de janeiro de 2017   | Horrible Night The 2016 Grimmys                                    | Jogo do Ano                                                             | Uncharted 4: A Thief's End                                   | Segundo         | [ 344 ]                                         |
| 31 de janeiro de 2017   | Horrible Night The 2016 Grimmys                                    | Jogo do Ano                                                             | Uncharted 4: A Thief's End                                   | Venceu          | [ 345 ]                                         |
| 31 de janeiro de 2017   | BitCultures - Top 10 Games of 2016                                 | Jogo do Ano                                                             | Uncharted 4: A Thief's End                                   | Venceu          | [ 346 ]                                         |
| 31 de janeiro de 2017   | Zing - Hry Roku 2016 Komunity                                      | Jogo do Ano                                                             | Uncharted 4: A Thief's End                                   | Venceu          | [ 347 ]                                         |
| 31 de janeiro de 2017   | Zing - Hry Roku 2016 Komunity                                      | Jogo de Ação/Aventura                                                   | Uncharted 4: A Thief's End                                   | Venceu          | [ 347 ]                                         |
| 31 de janeiro de 2017   | Zing - Hry Roku 2016 Komunity                                      | Melhor Jogo de PlayStation 4                                            | Uncharted 4: A Thief's End                                   | Venceu          | [ 347 ]                                         |
| 31 de janeiro de 2017   | GameMag - Luchshaya Igra 2016 goda                                 | Jogo do Ano                                                             | Uncharted 4: A Thief's End                                   | Venceu          | [ 348 ]                                         |
| 31 de janeiro de 2017   | GamesMail.Ru - Luchshiye igry 2016 goda                            | Melhor Jogo de Tiro                                                     | Uncharted 4: A Thief's End                                   | Venceu          | [ 349 ]                                         |
| 31 de janeiro de 2017   | GamesMail.Ru - Luchshiye igry 2016 goda                            | Jogo do Ano                                                             | Uncharted 4: A Thief's End                                   | Venceu          | [ 349 ]                                         |
| 2 de fevereiro de 2017  | Loading.se - Årets bästa spel 2016                                 | Jogo do Ano                                                             | Uncharted 4: A Thief's End                                   | Venceu          | [ 350 ]                                         |
| 3 de fevereiro de 2017  | VGBR - Os Melhores Jogos de 2016                                   | Jogo do Ano                                                             | Uncharted 4: A Thief's End                                   | Venceu          | [ 351 ]                                         |
| 4 de fevereiro de 2017  | WorthPlaying's Top Games of 2016                                   | Jogo do Ano                                                             | Uncharted 4: A Thief's End                                   | Segundo         | [ 352 ]                                         |
| 5 de fevereiro de 2017  | GamersNET Game Awards                                              | Melhor Jogo de PlayStation 4                                            | Uncharted 4: A Thief's End                                   | Venceu          | [ 353 ]                                         |
| 5 de fevereiro de 2017  | GamersNET Game Awards                                              | Jogo do Ano                                                             | Uncharted 4: A Thief's End                                   | Venceu          | [ 353 ]                                         |
| 5 de fevereiro de 2017  | FGE 2016 Game Of The Year Awards                                   | Melhor Jogo de Ação-aventura                                            | Uncharted 4: A Thief's End                                   | Venceu          | [ 354 ]                                         |
| 5 de fevereiro de 2017  | Annie Awards 2017                                                  | Animação de Personagens em Videogame                                    | Uncharted 4: A Thief's End                                   | Venceu          | [ 30 ]                                          |
| 7 de fevereiro de 2017  | The IGN AU Select Awards                                           | Jogo do Ano                                                             | Uncharted 4: A Thief's End                                   | Venceu          | [ 40 ]                                          |
| 7 de fevereiro de 2017  | The IGN AU Select Awards                                           | Melhor Design Visual                                                    | Uncharted 4: A Thief's End                                   | Venceu          | [ 40 ]                                          |
| 7 de fevereiro de 2017  | The IGN AU Select Awards                                           | Melhor Narrativa                                                        | Uncharted 4: A Thief's End                                   | Venceu          | [ 40 ]                                          |
| 7 de fevereiro de 2017  | The IGN AU Select Awards                                           | Melhor Design de Áudio                                                  | Uncharted 4: A Thief's End                                   | Indicado        | [ 40 ]                                          |
| 9 de fevereiro de 2017  | PlayDome - Év játéka 2016                                          | Melhor Jogo de Ação/Aventura                                            | Uncharted 4: A Thief's End                                   | Venceu          | [ 355 ]                                         |
| 9 de fevereiro de 2017  | PlayDome - Év játéka 2016                                          | Jogo do Ano                                                             | Uncharted 4: A Thief's End                                   | Venceu          | [ 355 ]                                         |
| 10 de fevereiro de 2017 | NZGamer.com 2016 Game of the Year                                  | Melhor Jogo de Ação-Aventura                                            | Uncharted 4: A Thief's End                                   | Venceu          | [ 356 ]                                         |
| 10 de fevereiro de 2017 | NZGamer.com 2016 Game of the Year                                  | Melhor Jogo de PlayStation                                              | Uncharted 4: A Thief's End                                   | Venceu          | [ 356 ]                                         |
| 10 de fevereiro de 2017 | NZGamer.com 2016 Game of the Year                                  | Melhor Narrativa                                                        | Uncharted 4: A Thief's End                                   | Venceu          | [ 356 ]                                         |
| 10 de fevereiro de 2017 | NZGamer.com 2016 Game of the Year                                  | Jogo do Ano                                                             | Uncharted 4: A Thief's End                                   | Indicado        | [ 356 ]                                         |
| 10 de fevereiro de 2017 | Stack Awards 2016                                                  | Jogo do Ano                                                             | Uncharted 4: A Thief's End                                   | Venceu          | [ 357 ]                                         |
| 10 de fevereiro de 2017 | GameSoul Awards 2016                                               | Jogo do Ano                                                             | Uncharted 4: A Thief's End                                   | Venceu          | [ 358 ]                                         |
| 10 de fevereiro de 2017 | GameSoul Awards 2016                                               | Melhor Jogo de PS4                                                      | Uncharted 4: A Thief's End                                   | Venceu          | [ 358 ]                                         |
| 10 de fevereiro de 2017 | GameSoul Awards 2016                                               | Melhor Jogo de Ação                                                     | Uncharted 4: A Thief's End                                   | Venceu          | [ 358 ]                                         |
| 15 de fevereiro de 2017 | GRYOnline.pl - Gra roku 2016                                       | Jogo do Ano                                                             | Uncharted 4: A Thief's End                                   | Venceu          | [ 359 ]                                         |
| 15 de fevereiro de 2017 | GRYOnline.pl - Gra roku 2016                                       | Melhor Jogo de Ação                                                     | Uncharted 4: A Thief's End                                   | Venceu          | [ 359 ]                                         |
| 15 de fevereiro de 2017 | GRYOnline.pl - Gra roku 2016                                       | Melhor Exclusivo para o PlayStation 4                                   | Uncharted 4: A Thief's End                                   | Venceu          | [ 359 ]                                         |
| 15 de fevereiro de 2017 | GRYOnline.pl - Gra roku 2016                                       | Jogo do Ano - Escolha do Leitor                                         | Uncharted 4: A Thief's End                                   | Venceu          | [ 359 ]                                         |
| 23 de fevereiro de 2017 | 20th Annual D.I.C.E. Awards                                        | Desempenho Excepcional em Animação                                      | Uncharted 4: A Thief's End                                   | Venceu          | [ 22 ]                                          |
| 23 de fevereiro de 2017 | 20th Annual D.I.C.E. Awards                                        | Desempenho Excepcional em História                                      | Uncharted 4: A Thief's End                                   | Venceu          | [ 22 ]                                          |
| 23 de fevereiro de 2017 | 20th Annual D.I.C.E. Awards                                        | Desempenho Excepcional Técnico                                          | Uncharted 4: A Thief's End                                   | Venceu          | [ 22 ]                                          |
| 23 de fevereiro de 2017 | 20th Annual D.I.C.E. Awards                                        | Aventura do Ano                                                         | Uncharted 4: A Thief's End                                   | Venceu          | [ 22 ]                                          |
| 23 de fevereiro de 2017 | 20th Annual D.I.C.E. Awards                                        | Jogo do Ano                                                             | Uncharted 4: A Thief's End                                   | Indicado        | [ 22 ]                                          |
| 23 de fevereiro de 2017 | 20th Annual D.I.C.E. Awards                                        | Desempenho Excepcional em Direção de Arte                               | Uncharted 4: A Thief's End                                   | Indicado        | [ 22 ]                                          |
| 23 de fevereiro de 2017 | 20th Annual D.I.C.E. Awards                                        | Desempenho Excepcional em Design de Áudio                               | Uncharted 4: A Thief's End                                   | Indicado        | [ 22 ]                                          |
| 23 de fevereiro de 2017 | 20th Annual D.I.C.E. Awards                                        | Desempenho Excepcional em Direção de Jogo                               | Uncharted 4: A Thief's End                                   | Indicado        | [ 22 ]                                          |
| 23 de fevereiro de 2017 | 20th Annual D.I.C.E. Awards                                        | Desempenho Excepcional em Design de Jogo                                | Uncharted 4: A Thief's End                                   | Indicado        | [ 22 ]                                          |
| 23 de fevereiro de 2017 | 20th Annual D.I.C.E. Awards                                        | Desempenho Excepcional em Personagem - Nathan Drake                     | Uncharted 4: A Thief's End                                   | Indicado        | [ 22 ]                                          |
| 2 de março de 2017      | Game Developers Choice Awards 2016                                 | Jogo do Ano                                                             | Uncharted 4: A Thief's End                                   | Indicado        | [ 360 ]                                         |
| 2 de março de 2017      | Game Developers Choice Awards 2016                                 | Melhor Narrativa                                                        | Uncharted 4: A Thief's End                                   | Indicado        | [ 360 ]                                         |
| 2 de março de 2017      | Game Developers Choice Awards 2016                                 | Arte Visual                                                             | Uncharted 4: A Thief's End                                   | Indicado        | [ 360 ]                                         |
| 2 de março de 2017      | Game Developers Choice Awards 2016                                 | Melhor Tecnologia                                                       | Uncharted 4: A Thief's End                                   | Venceu          | [ 361 ]                                         |
| 2 de março de 2017      | N4G 2016 Game of the Year Awards                                   | Melhor Experiência Single Player                                        | Uncharted 4: A Thief's End                                   | Venceu          | [ 362 ]                                         |
| 2 de março de 2017      | N4G 2016 Game of the Year Awards                                   | Melhor Dublagem                                                         | Nolan North como Nathan Drake                                | Venceu          | [ 362 ]                                         |
| 2 de março de 2017      | N4G 2016 Game of the Year Awards                                   | Melhor Direção de Arte                                                  | Uncharted 4: A Thief's End                                   | Venceu          | [ 362 ]                                         |
| 2 de março de 2017      | N4G 2016 Game of the Year Awards                                   | Melhor História                                                         | Uncharted 4: A Thief's End                                   | Venceu          | [ 362 ]                                         |
| 2 de março de 2017      | N4G 2016 Game of the Year Awards                                   | Jogo do Ano                                                             | Uncharted 4: A Thief's End                                   | Venceu          | [ 362 ]                                         |
| 2 de março de 2017      | Goha Awards 2016                                                   | Melhor Jogo de Ação/Aventura - Escolha do Leitor                        | Uncharted 4: A Thief's End                                   | Venceu          | [ 363 ]                                         |
| 2 de março de 2017      | Goha Awards 2016                                                   | Melhor Jogo de Ação/Aventura                                            | Uncharted 4: A Thief's End                                   | Venceu          | [ 363 ]                                         |
| 2 de março de 2017      | 15th Annual Game Audio Networks Guild Awards                       | Áudio do Ano                                                            | Uncharted 4: A Thief's End                                   | Venceu          | [ 364 ]                                         |
| 2 de março de 2017      | 15th Annual Game Audio Networks Guild Awards                       | Design de Som do Ano                                                    | Uncharted 4: A Thief's End                                   | Indicado        | [ 364 ]                                         |
| 2 de março de 2017      | 15th Annual Game Audio Networks Guild Awards                       | Melhor Partitura Interativa                                             | Uncharted 4: A Thief's End                                   | Indicado        | [ 364 ]                                         |
| 2 de março de 2017      | 15th Annual Game Audio Networks Guild Awards                       | Melhor Áudio de Cinema/Cutscene                                         | Uncharted 4: A Thief's End                                   | Indicado        | [ 364 ]                                         |
| 2 de março de 2017      | 15th Annual Game Audio Networks Guild Awards                       | Melhor Diálogo                                                          | Uncharted 4: A Thief's End                                   | Indicado        | [ 364 ]                                         |
| 2 de março de 2017      | 15th Annual Game Audio Networks Guild Awards                       | Melhor Mixagem de Áudio                                                 | Uncharted 4: A Thief's End                                   | Indicado        | [ 364 ]                                         |
| 8 de março de 2017      | BAFTA Awards 2017                                                  | Jogo do Ano                                                             | Uncharted 4: A Thief's End                                   | Venceu          | [ 26 ]                                          |
| 8 de março de 2017      | BAFTA Awards 2017                                                  | Aquisição Artística                                                     | Uncharted 4: A Thief's End                                   | Indicado        | [ 25 ]                                          |
| 8 de março de 2017      | BAFTA Awards 2017                                                  | Aquisição em Áudio                                                      | Uncharted 4: A Thief's End                                   | Indicado        | [ 25 ]                                          |
| 8 de março de 2017      | BAFTA Awards 2017                                                  | Música                                                                  | Uncharted 4: A Thief's End                                   | Indicado        | [ 25 ]                                          |
| 8 de março de 2017      | BAFTA Awards 2017                                                  | Narrativa                                                               | Uncharted 4: A Thief's End                                   | Indicado        | [ 25 ]                                          |
| 8 de março de 2017      | BAFTA Awards 2017                                                  | Performance                                                             | Nolan North como Nathan Drake                                | Indicado        | [ 25 ]                                          |
| 8 de março de 2017      | BAFTA Awards 2017                                                  | Performance                                                             | Troy Baker como Samuel Drake                                 | Indicado        | [ 25 ]                                          |
| 8 de março de 2017      | BAFTA Awards 2017                                                  | Performance                                                             | Emily Rose como Elena Fisher                                 | Indicado        | [ 25 ]                                          |
| 16 de março de 2017     | Drago d'Oro                                                        | Jogo do Ano                                                             | Uncharted 4: A Thief's End                                   | Indicado        | [ 33 ]                                          |
| 16 de março de 2017     | Drago d'Oro                                                        | Melhor Gameplay                                                         | Uncharted 4: A Thief's End                                   | Indicado        | [ 33 ]                                          |
| 16 de março de 2017     | Drago d'Oro                                                        | Melhores Gráficos                                                       | Uncharted 4: A Thief's End                                   | Venceu          | [ 33 ]                                          |
| 16 de março de 2017     | Drago d'Oro                                                        | Melhor Personagem                                                       | Nathan Drake                                                 | Indicado        | [ 33 ]                                          |
| 16 de março de 2017     | Drago d'Oro                                                        | Melhor Roteiro                                                          | Uncharted 4: A Thief's End                                   | Indicado        | [ 33 ]                                          |
| 16 de março de 2017     | Drago d'Oro                                                        | Melhor Jogo de ação-aventura                                            | Uncharted 4: A Thief's End                                   | Venceu          | [ 33 ]                                          |
| 16 de março de 2017     | Drago d'Oro                                                        | Prêmio Especial de Jogo do Ano do Público                               | Uncharted 4: A Thief's End                                   | Venceu          | [ 33 ]                                          |
| 18 de março de 2017     | SXSW Gaming Awards                                                 | Excelência em Realização Visual                                         | Uncharted 4: A Thief's End                                   | Venceu          | [ 28 ]                                          |
| 18 de março de 2017     | SXSW Gaming Awards                                                 | Excelência em Animação                                                  | Uncharted 4: A Thief's End                                   | Venceu          | [ 28 ]                                          |
| 18 de março de 2017     | SXSW Gaming Awards                                                 | Personagem Mais Memorável                                               | Nathan Drake                                                 | Venceu          | [ 28 ]                                          |
| 18 de março de 2017     | SXSW Gaming Awards                                                 | Excelência em Narrativa                                                 | Uncharted 4: A Thief's End                                   | Venceu          | [ 28 ]                                          |
| 18 de março de 2017     | SXSW Gaming Awards                                                 | Jogo do Ano                                                             | Uncharted 4: A Thief's End                                   | Venceu          | [ 28 ]                                          |
| 19 de março de 2017     | Empire Award                                                       | Jogo do Ano                                                             | Uncharted 4: A Thief's End                                   | Venceu          | [ 365 ]                                         |
| 20 de março de 2017     | NAVGTR Awards 2016                                                 | Jogo do Ano                                                             | Uncharted 4: A Thief's End                                   | Indicado        | [ 366 ]                                         |
| 20 de março de 2017     | NAVGTR Awards 2016                                                 | Animação / Técnica                                                      | Uncharted 4: A Thief's End                                   | Venceu          | [ 366 ]                                         |
| 20 de março de 2017     | NAVGTR Awards 2016                                                 | Direção de Arte, Contemporânea                                          | Uncharted 4: A Thief's End                                   | Indicado        | [ 366 ]                                         |
| 20 de março de 2017     | NAVGTR Awards 2016                                                 | Design de Personagem                                                    | Uncharted 4: A Thief's End                                   | Indicado        | [ 366 ]                                         |
| 20 de março de 2017     | NAVGTR Awards 2016                                                 | Direção em Cinema de Jogo                                               | Uncharted 4: A Thief's End                                   | Venceu          | [ 366 ]                                         |
| 20 de março de 2017     | NAVGTR Awards 2016                                                 | Direção de Jogo, Franquia                                               | Uncharted 4: A Thief's End                                   | Indicado        | [ 366 ]                                         |
| 20 de março de 2017     | NAVGTR Awards 2016                                                 | Engenharia de Jogo                                                      | Uncharted 4: A Thief's End                                   | Venceu          | [ 366 ]                                         |
| 20 de março de 2017     | NAVGTR Awards 2016                                                 | Gráficos, Técnica                                                       | Uncharted 4: A Thief's End                                   | Venceu          | [ 366 ]                                         |
| 20 de março de 2017     | NAVGTR Awards 2016                                                 | Iluminação, Textura                                                     | Uncharted 4: A Thief's End                                   | Venceu          | [ 366 ]                                         |
| 20 de março de 2017     | NAVGTR Awards 2016                                                 | Partitura Dramática Original, Franquia                                  | Uncharted 4: A Thief's End                                   | Venceu          | [ 366 ]                                         |
| 20 de março de 2017     | NAVGTR Awards 2016                                                 | Performance em Drama, Suporte                                           | Uncharted 4: A Thief's End - Emily Rose como Elena Fisher    | Indicado        | [ 366 ]                                         |
| 20 de março de 2017     | NAVGTR Awards 2016                                                 | Edição de Áudio em Cinema de Jogo                                       | Uncharted 4: A Thief's End                                   | Venceu          | [ 366 ]                                         |
| 20 de março de 2017     | NAVGTR Awards 2016                                                 | Efeitos Sonoros                                                         | Uncharted 4: A Thief's End                                   | Indicado        | [ 366 ]                                         |
| 20 de março de 2017     | NAVGTR Awards 2016                                                 | Uso de Áudio, Franquia                                                  | Uncharted 4: A Thief's End                                   | Venceu          | [ 366 ]                                         |
| 20 de março de 2017     | NAVGTR Awards 2016                                                 | Roteiro em um Drama                                                     | Uncharted 4: A Thief's End                                   | Indicado        | [ 366 ]                                         |
| 20 de março de 2017     | NAVGTR Awards 2016                                                 | Jogo, Franquia de Aventura                                              | Uncharted 4: A Thief's End                                   | Venceu          | [ 366 ]                                         |
| 23 de março de 2017     | GAMETECH - Luchshiye Igry 2016 Goda - Escolha do Leitor            | Melhor História                                                         | Uncharted 4: A Thief's End                                   | Venceu          | [ 367 ]                                         |
| 23 de março de 2017     | GAMETECH - Luchshiye Igry 2016 Goda - Escolha do Leitor            | Melhores Gráficos                                                       | Uncharted 4: A Thief's End                                   | Venceu          | [ 367 ]                                         |
| 23 de março de 2017     | GAMETECH - Luchshiye Igry 2016 Goda - Escolha do Leitor            | Melhor Estilo Artístico                                                 | Uncharted 4: A Thief's End                                   | Segundo         | [ 367 ]                                         |
| 23 de março de 2017     | GAMETECH - Luchshiye Igry 2016 Goda - Escolha do Leitor            | Top Desenvolvedor                                                       | Naughty Dog                                                  | Venceu          | [ 367 ]                                         |
| 23 de março de 2017     | GAMETECH - Luchshiye Igry 2016 Goda - Escolha do Leitor            | Jogo do Ano                                                             | Uncharted 4: A Thief's End                                   | Empate          | [ 367 ]                                         |
| 6 de abril de 2017      | GiN Game of The Year Winners                                       | Melhor Jogo de PlayStation 4                                            | Uncharted 4: A Thief's End                                   | Venceu          | [ 368 ]                                         |
| 21 de abril de 2017     | Famitsu                                                            | Prêmio Excelência                                                       | Uncharted 4: A Thief's End                                   | Venceu          | [ 369 ]                                         |
| 26 de abril de 2017     | Deutscher Computerspielpreis 2017                                  | Melhor Jogo Internacional                                               | Uncharted 4: A Thief's End                                   | Venceu          | [ 370 ]                                         |
| 25 de julho de 2017     | BTVA Voice Acting Awards 2016                                      | Melhor Performance Masculina em Dublagem de Videogame                   | Nolan North como Nathan Drake                                | Venceu          | [ 371 ]                                         |
| 25 de julho de 2017     | BTVA Voice Acting Awards 2016                                      | Melhor Performance Masculina em Dublagem de Videogame em Papel de Apoio | Richard McGonagle como Victor Sullivan                       | Indicado        | [ 371 ]                                         |
| 25 de julho de 2017     | BTVA Voice Acting Awards 2016                                      | Melhor Performance Masculina em Dublagem de Videogame em Papel de Apoio | Troy Baker como Samuel Drake                                 | Indicado        | [ 371 ]                                         |
| 25 de julho de 2017     | BTVA Voice Acting Awards 2016                                      | Melhor Performance Feminina em Dublagem de Videogame em Papel de Apoio  | Emily Rose como Elena Fisher                                 | Indicado        | [ 371 ]                                         |